# Llista d'asteroides (237001-238000)
Llista d'asteroides del 237.001 al 238.000, amb data de descoberta i descobridor. És un fragment de la llista d'asteroides completa. Als asteroides se'ls dona un número quan es confirma la seva òrbita, per tant apareixen llistats aproximadament segons la data de descobriment.

## 237001-237100
| Nom    | Designació provisional | Data de descobriment   | Lloc de descobriment | Descobridor/s     |
| ------ | ---------------------- | ---------------------- | -------------------- | ----------------- |
| 237001 | 2008 RK46              | 2 de setembre de 2008  | Kitt Peak            | Spacewatch        |
| 237002 | 2008 RY75              | 6 de setembre de 2008  | Mount Lemmon         | Mt. Lemmon Survey |
| 237003 | 2008 RW80              | 3 de setembre de 2008  | Kitt Peak            | Spacewatch        |
| 237004 | 2008 RT94              | 7 de setembre de 2008  | Mount Lemmon         | Mt. Lemmon Survey |
| 237005 | 2008 RQ97              | 7 de setembre de 2008  | Mount Lemmon         | Mt. Lemmon Survey |
| 237006 | 2008 RJ102             | 3 de setembre de 2008  | Kitt Peak            | Spacewatch        |
| 237007 | 2008 RB104             | 5 de setembre de 2008  | Kitt Peak            | Spacewatch        |
| 237008 | 2008 RL104             | 6 de setembre de 2008  | Kitt Peak            | Spacewatch        |
| 237009 | 2008 RR107             | 8 de setembre de 2008  | Mount Lemmon         | Mt. Lemmon Survey |
| 237010 | 2008 RK114             | 6 de setembre de 2008  | Mount Lemmon         | Mt. Lemmon Survey |
| 237011 | 2008 RW118             | 10 de setembre de 2008 | Kitt Peak            | Spacewatch        |
| 237012 | 2008 RT125             | 9 de setembre de 2008  | Junk Bond            | D. Healy          |
| 237013 | 2008 RX140             | 9 de setembre de 2008  | Mount Lemmon         | Mt. Lemmon Survey |
| 237014 | 2008 RU144             | 4 de setembre de 2008  | Kitt Peak            | Spacewatch        |
| 237015 | 2008 SL2               | 22 de setembre de 2008 | Goodricke-Pigott     | R. A. Tucker      |
| 237016 | 2008 SX5               | 22 de setembre de 2008 | Socorro              | LINEAR            |
| 237017 | 2008 SX8               | 22 de setembre de 2008 | Socorro              | LINEAR            |
| 237018 | 2008 SA23              | 19 de setembre de 2008 | Kitt Peak            | Spacewatch        |
| 237019 | 2008 SP25              | 19 de setembre de 2008 | Kitt Peak            | Spacewatch        |
| 237020 | 2008 SK26              | 19 de setembre de 2008 | Kitt Peak            | Spacewatch        |
| 237021 | 2008 SK27              | 19 de setembre de 2008 | Kitt Peak            | Spacewatch        |
| 237022 | 2008 SA36              | 20 de setembre de 2008 | Kitt Peak            | Spacewatch        |
| 237023 | 2008 SV38              | 20 de setembre de 2008 | Kitt Peak            | Spacewatch        |
| 237024 | 2008 ST39              | 20 de setembre de 2008 | Kitt Peak            | Spacewatch        |
| 237025 | 2008 SY39              | 20 de setembre de 2008 | Kitt Peak            | Spacewatch        |
| 237026 | 2008 SY42              | 20 de setembre de 2008 | Kitt Peak            | Spacewatch        |
| 237027 | 2008 SH62              | 21 de setembre de 2008 | Kitt Peak            | Spacewatch        |
| 237028 | 2008 SP65              | 21 de setembre de 2008 | Mount Lemmon         | Mt. Lemmon Survey |
| 237029 | 2008 SL67              | 21 de setembre de 2008 | Kitt Peak            | Spacewatch        |
| 237030 | 2008 SB68              | 21 de setembre de 2008 | Catalina             | CSS               |
| 237031 | 2008 ST71              | 22 de setembre de 2008 | Kitt Peak            | Spacewatch        |
| 237032 | 2008 SZ72              | 22 de setembre de 2008 | Mount Lemmon         | Mt. Lemmon Survey |
| 237033 | 2008 SO80              | 23 de setembre de 2008 | Catalina             | CSS               |
| 237034 | 2008 SQ85              | 19 de setembre de 2008 | Kitt Peak            | Spacewatch        |
| 237035 | 2008 SL91              | 21 de setembre de 2008 | Kitt Peak            | Spacewatch        |
| 237036 | 2008 SY93              | 21 de setembre de 2008 | Kitt Peak            | Spacewatch        |
| 237037 | 2008 SK104             | 21 de setembre de 2008 | Kitt Peak            | Spacewatch        |
| 237038 | 2008 SN104             | 21 de setembre de 2008 | Kitt Peak            | Spacewatch        |
| 237039 | 2008 SM106             | 21 de setembre de 2008 | Kitt Peak            | Spacewatch        |
| 237040 | 2008 SK110             | 22 de setembre de 2008 | Kitt Peak            | Spacewatch        |
| 237041 | 2008 SO116             | 22 de setembre de 2008 | Mount Lemmon         | Mt. Lemmon Survey |
| 237042 | 2008 SK117             | 22 de setembre de 2008 | Mount Lemmon         | Mt. Lemmon Survey |
| 237043 | 2008 SM117             | 22 de setembre de 2008 | Mount Lemmon         | Mt. Lemmon Survey |
| 237044 | 2008 SW120             | 22 de setembre de 2008 | Mount Lemmon         | Mt. Lemmon Survey |
| 237045 | 2008 SE125             | 22 de setembre de 2008 | Mount Lemmon         | Mt. Lemmon Survey |
| 237046 | 2008 SV125             | 22 de setembre de 2008 | Mount Lemmon         | Mt. Lemmon Survey |
| 237047 | 2008 SA126             | 22 de setembre de 2008 | Mount Lemmon         | Mt. Lemmon Survey |
| 237048 | 2008 SF126             | 22 de setembre de 2008 | Mount Lemmon         | Mt. Lemmon Survey |
| 237049 | 2008 SU128             | 22 de setembre de 2008 | Kitt Peak            | Spacewatch        |
| 237050 | 2008 SC130             | 22 de setembre de 2008 | Kitt Peak            | Spacewatch        |
| 237051 | 2008 SE131             | 22 de setembre de 2008 | Kitt Peak            | Spacewatch        |
| 237052 | 2008 SN135             | 23 de setembre de 2008 | Mount Lemmon         | Mt. Lemmon Survey |
| 237053 | 2008 SD149             | 28 de setembre de 2008 | Sandlot              | G. Hug            |
| 237054 | 2008 SE150             | 29 de setembre de 2008 | Dauban               | F. Kugel          |
| 237055 | 2008 SN157             | 24 de setembre de 2008 | Socorro              | LINEAR            |
| 237056 | 2008 SB158             | 24 de setembre de 2008 | Socorro              | LINEAR            |
| 237057 | 2008 SW159             | 24 de setembre de 2008 | Socorro              | LINEAR            |
| 237058 | 2008 SR162             | 28 de setembre de 2008 | Socorro              | LINEAR            |
| 237059 | 2008 SK167             | 28 de setembre de 2008 | Socorro              | LINEAR            |
| 237060 | 2008 ST181             | 24 de setembre de 2008 | Mount Lemmon         | Mt. Lemmon Survey |
| 237061 | 2008 SU194             | 25 de setembre de 2008 | Kitt Peak            | Spacewatch        |
| 237062 | 2008 SA195             | 25 de setembre de 2008 | Kitt Peak            | Spacewatch        |
| 237063 | 2008 SX197             | 25 de setembre de 2008 | Kitt Peak            | Spacewatch        |
| 237064 | 2008 SA202             | 26 de setembre de 2008 | Kitt Peak            | Spacewatch        |
| 237065 | 2008 SW203             | 26 de setembre de 2008 | Kitt Peak            | Spacewatch        |
| 237066 | 2008 SW204             | 26 de setembre de 2008 | Kitt Peak            | Spacewatch        |
| 237067 | 2008 SR208             | 27 de setembre de 2008 | Mount Lemmon         | Mt. Lemmon Survey |
| 237068 | 2008 SP210             | 28 de setembre de 2008 | Kitt Peak            | Spacewatch        |
| 237069 | 2008 SA225             | 26 de setembre de 2008 | Kitt Peak            | Spacewatch        |
| 237070 | 2008 SM246             | 30 de setembre de 2008 | La Sagra             | La Sagra          |
| 237071 | 2008 SP246             | 30 de setembre de 2008 | La Sagra             | La Sagra          |
| 237072 | 2008 SR251             | 26 de setembre de 2008 | Kitt Peak            | Spacewatch        |
| 237073 | 2008 SE258             | 22 de setembre de 2008 | Kitt Peak            | Spacewatch        |
| 237074 | 2008 SU259             | 23 de setembre de 2008 | Kitt Peak            | Spacewatch        |
| 237075 | 2008 SM261             | 23 de setembre de 2008 | Kitt Peak            | Spacewatch        |
| 237076 | 2008 SE264             | 24 de setembre de 2008 | Mount Lemmon         | Mt. Lemmon Survey |
| 237077 | 2008 SG270             | 24 de setembre de 2008 | Kitt Peak            | Spacewatch        |
| 237078 | 2008 SE281             | 27 de setembre de 2008 | Mount Lemmon         | Mt. Lemmon Survey |
| 237079 | 2008 SH284             | 24 de setembre de 2008 | Catalina             | CSS               |
| 237080 | 2008 SL287             | 23 de setembre de 2008 | Goodricke-Pigott     | R. A. Tucker      |
| 237081 | 2008 SM290             | 29 de setembre de 2008 | Catalina             | CSS               |
| 237082 | 2008 SB298             | 20 de setembre de 2008 | Mount Lemmon         | Mt. Lemmon Survey |
| 237083 | 2008 SN299             | 22 de setembre de 2008 | Kitt Peak            | Spacewatch        |
| 237084 | 2008 SQ300             | 23 de setembre de 2008 | Catalina             | CSS               |
| 237085 | 2008 SK301             | 23 de setembre de 2008 | Socorro              | LINEAR            |
| 237086 | 2008 SJ309             | 22 de setembre de 2008 | Mount Lemmon         | Mt. Lemmon Survey |
| 237087 | 2008 TJ1               | 2 d'octubre de 2008    | Sandlot              | G. Hug            |
| 237088 | 2008 TW2               | 4 d'octubre de 2008    | La Sagra             | La Sagra          |
| 237089 | 2008 TB6               | 3 d'octubre de 2008    | La Sagra             | La Sagra          |
| 237090 | 2008 TR17              | 1 d'octubre de 2008    | Mount Lemmon         | Mt. Lemmon Survey |
| 237091 | 2008 TO18              | 1 d'octubre de 2008    | Mount Lemmon         | Mt. Lemmon Survey |
| 237092 | 2008 TQ21              | 1 d'octubre de 2008    | Mount Lemmon         | Mt. Lemmon Survey |
| 237093 | 2008 TL24              | 2 d'octubre de 2008    | Catalina             | CSS               |
| 237094 | 2008 TA26              | 8 d'octubre de 2008    | Kachina              | J. Hobart         |
| 237095 | 2008 TF26              | 1 d'octubre de 2008    | Catalina             | CSS               |
| 237096 | 2008 TJ44              | 1 d'octubre de 2008    | Mount Lemmon         | Mt. Lemmon Survey |
| 237097 | 2008 TE45              | 1 d'octubre de 2008    | Mount Lemmon         | Mt. Lemmon Survey |
| 237098 | 2008 TK46              | 1 d'octubre de 2008    | Kitt Peak            | Spacewatch        |
| 237099 | 2008 TM56              | 2 d'octubre de 2008    | Kitt Peak            | Spacewatch        |
| 237100 | 2008 TE73              | 2 d'octubre de 2008    | Kitt Peak            | Spacewatch        |

## 237101-237200
| Nom              | Designació provisional | Data de descobriment | Lloc de descobriment | Descobridor/s         |
| ---------------- | ---------------------- | -------------------- | -------------------- | --------------------- |
| 237101           | 2008 TN81              | 2 d'octubre de 2008  | Mount Lemmon         | Mt. Lemmon Survey     |
| 237102           | 2008 TH85              | 3 d'octubre de 2008  | Mount Lemmon         | Mt. Lemmon Survey     |
| 237103           | 2008 TJ92              | 4 d'octubre de 2008  | La Sagra             | La Sagra              |
| 237104           | 2008 TX98              | 6 d'octubre de 2008  | Kitt Peak            | Spacewatch            |
| 237105           | 2008 TL101             | 6 d'octubre de 2008  | Kitt Peak            | Spacewatch            |
| 237106           | 2008 TX102             | 6 d'octubre de 2008  | Kitt Peak            | Spacewatch            |
| 237107           | 2008 TU103             | 6 d'octubre de 2008  | Kitt Peak            | Spacewatch            |
| 237108           | 2008 TY103             | 6 d'octubre de 2008  | Kitt Peak            | Spacewatch            |
| 237109           | 2008 TX120             | 7 d'octubre de 2008  | Mount Lemmon         | Mt. Lemmon Survey     |
| 237110           | 2008 TR123             | 8 d'octubre de 2008  | Mount Lemmon         | Mt. Lemmon Survey     |
| 237111           | 2008 TO127             | 8 d'octubre de 2008  | Mount Lemmon         | Mt. Lemmon Survey     |
| 237112           | 2008 TB133             | 8 d'octubre de 2008  | Mount Lemmon         | Mt. Lemmon Survey     |
| 237113           | 2008 TM154             | 9 d'octubre de 2008  | Mount Lemmon         | Mt. Lemmon Survey     |
| 237114           | 2008 TY157             | 4 d'octubre de 2008  | La Sagra             | La Sagra              |
| 237115           | 2008 TB164             | 1 d'octubre de 2008  | Catalina             | CSS                   |
| 237116           | 2008 TR164             | 1 d'octubre de 2008  | Kitt Peak            | Spacewatch            |
| 237117           | 2008 TV170             | 9 d'octubre de 2008  | Mount Lemmon         | Mt. Lemmon Survey     |
| 237118           | 2008 TE172             | 9 d'octubre de 2008  | Catalina             | CSS                   |
| 237119           | 2008 TN177             | 9 d'octubre de 2008  | Catalina             | CSS                   |
| 237120           | 2008 TC178             | 9 d'octubre de 2008  | Catalina             | CSS                   |
| 237121           | 2008 TH186             | 7 d'octubre de 2008  | Mount Lemmon         | Mt. Lemmon Survey     |
| 237122           | 2008 TJ186             | 7 d'octubre de 2008  | Mount Lemmon         | Mt. Lemmon Survey     |
| 237123           | 2008 TG189             | 10 d'octubre de 2008 | Mount Lemmon         | Mt. Lemmon Survey     |
| 237124           | 2008 TC190             | 6 d'octubre de 2008  | Mount Lemmon         | Mt. Lemmon Survey     |
| 237125           | 2008 UA2               | 21 d'octubre de 2008 | Sierra Stars         | F. Tozzi              |
| 237126           | 2008 UE4               | 24 d'octubre de 2008 | Socorro              | LINEAR                |
| 237127           | 2008 UH4               | 24 d'octubre de 2008 | Socorro              | LINEAR                |
| 237128           | 2008 UG5               | 24 d'octubre de 2008 | Socorro              | LINEAR                |
| 237129           | 2008 UD6               | 20 d'octubre de 2008 | Kitt Peak            | Spacewatch            |
| 237130           | 2008 UZ8               | 17 d'octubre de 2008 | Kitt Peak            | Spacewatch            |
| 237131           | 2008 UY15              | 18 d'octubre de 2008 | Kitt Peak            | Spacewatch            |
| 237132           | 2008 UQ26              | 20 d'octubre de 2008 | Kitt Peak            | Spacewatch            |
| 237133           | 2008 UG27              | 20 d'octubre de 2008 | Kitt Peak            | Spacewatch            |
| 237134           | 2008 US27              | 20 d'octubre de 2008 | Kitt Peak            | Spacewatch            |
| 237135           | 2008 UP28              | 20 d'octubre de 2008 | Kitt Peak            | Spacewatch            |
| 237136           | 2008 UD30              | 20 d'octubre de 2008 | Kitt Peak            | Spacewatch            |
| 237137           | 2008 UX30              | 20 d'octubre de 2008 | Kitt Peak            | Spacewatch            |
| 237138           | 2008 UT41              | 20 d'octubre de 2008 | Kitt Peak            | Spacewatch            |
| 237139           | 2008 UM56              | 21 d'octubre de 2008 | Kitt Peak            | Spacewatch            |
| 237140           | 2008 UY60              | 21 d'octubre de 2008 | Kitt Peak            | Spacewatch            |
| 237141           | 2008 UV61              | 21 d'octubre de 2008 | Kitt Peak            | Spacewatch            |
| 237142           | 2008 UU62              | 21 d'octubre de 2008 | Kitt Peak            | Spacewatch            |
| 237143           | 2008 UU66              | 21 d'octubre de 2008 | Kitt Peak            | Spacewatch            |
| 237144           | 2008 UN67              | 21 d'octubre de 2008 | Kitt Peak            | Spacewatch            |
| 237145           | 2008 UF72              | 21 d'octubre de 2008 | Mount Lemmon         | Mt. Lemmon Survey     |
| 237146           | 2008 US72              | 21 d'octubre de 2008 | Mount Lemmon         | Mt. Lemmon Survey     |
| 237147           | 2008 UT73              | 21 d'octubre de 2008 | Kitt Peak            | Spacewatch            |
| 237148           | 2008 UX73              | 21 d'octubre de 2008 | Kitt Peak            | Spacewatch            |
| 237149           | 2008 UH77              | 21 d'octubre de 2008 | Mount Lemmon         | Mt. Lemmon Survey     |
| 237150           | 2008 UB86              | 23 d'octubre de 2008 | Mount Lemmon         | Mt. Lemmon Survey     |
| 237151           | 2008 UE91              | 25 d'octubre de 2008 | Dauban               | F. Kugel              |
| 237152           | 2008 UQ93              | 25 d'octubre de 2008 | Socorro              | LINEAR                |
| 237153           | 2008 UV95              | 23 d'octubre de 2008 | Socorro              | LINEAR                |
| 237154           | 2008 UR96              | 24 d'octubre de 2008 | Socorro              | LINEAR                |
| 237155           | 2008 UG98              | 26 d'octubre de 2008 | Socorro              | LINEAR                |
| 237156           | 2008 UD99              | 29 d'octubre de 2008 | Socorro              | LINEAR                |
| 237157           | 2008 UJ103             | 20 d'octubre de 2008 | Kitt Peak            | Spacewatch            |
| 237158           | 2008 UO105             | 20 d'octubre de 2008 | Kitt Peak            | Spacewatch            |
| 237159           | 2008 UO112             | 22 d'octubre de 2008 | Kitt Peak            | Spacewatch            |
| 237160           | 2008 UP114             | 22 d'octubre de 2008 | Kitt Peak            | Spacewatch            |
| 237161           | 2008 UD119             | 22 d'octubre de 2008 | Kitt Peak            | Spacewatch            |
| 237162           | 2008 US125             | 22 d'octubre de 2008 | Kitt Peak            | Spacewatch            |
| 237163           | 2008 US126             | 22 d'octubre de 2008 | Kitt Peak            | Spacewatch            |
| 237164           | 2008 UP128             | 22 d'octubre de 2008 | Lulin                | LUSS                  |
| 237165           | 2008 UK129             | 23 d'octubre de 2008 | Kitt Peak            | Spacewatch            |
| 237166           | 2008 UH137             | 23 d'octubre de 2008 | Kitt Peak            | Spacewatch            |
| 237167           | 2008 UK138             | 23 d'octubre de 2008 | Kitt Peak            | Spacewatch            |
| 237168           | 2008 UV140             | 23 d'octubre de 2008 | Kitt Peak            | Spacewatch            |
| 237169           | 2008 UZ146             | 23 d'octubre de 2008 | Kitt Peak            | Spacewatch            |
| 237170           | 2008 UP148             | 23 d'octubre de 2008 | Kitt Peak            | Spacewatch            |
| 237171           | 2008 UW148             | 23 d'octubre de 2008 | Kitt Peak            | Spacewatch            |
| 237172           | 2008 UN150             | 23 d'octubre de 2008 | Mount Lemmon         | Mt. Lemmon Survey     |
| 237173           | 2008 UT152             | 23 d'octubre de 2008 | Mount Lemmon         | Mt. Lemmon Survey     |
| 237174           | 2008 UB155             | 23 d'octubre de 2008 | Mount Lemmon         | Mt. Lemmon Survey     |
| 237175           | 2008 UZ155             | 23 d'octubre de 2008 | Kitt Peak            | Spacewatch            |
| 237176           | 2008 UX160             | 23 d'octubre de 2008 | Crni Vrh             | Crni Vrh              |
| 237177           | 2008 UZ160             | 24 d'octubre de 2008 | Bergisch Gladbac     | W. Bickel             |
| 237178           | 2008 UJ174             | 24 d'octubre de 2008 | Kitt Peak            | Spacewatch            |
| 237179           | 2008 UB180             | 24 d'octubre de 2008 | Kitt Peak            | Spacewatch            |
| 237180           | 2008 UT184             | 24 d'octubre de 2008 | Kitt Peak            | Spacewatch            |
| 237181           | 2008 UX184             | 24 d'octubre de 2008 | Kitt Peak            | Spacewatch            |
| 237182           | 2008 UZ194             | 26 d'octubre de 2008 | Kitt Peak            | Spacewatch            |
| 237183           | 2008 UG195             | 26 d'octubre de 2008 | Kitt Peak            | Spacewatch            |
| 237184           | 2008 UM198             | 26 d'octubre de 2008 | Socorro              | LINEAR                |
| 237185           | 2008 UZ200             | 27 d'octubre de 2008 | Socorro              | LINEAR                |
| 237186           | 2008 UE209             | 23 d'octubre de 2008 | Kitt Peak            | Spacewatch            |
| 237187 Zhonglihe | 2008 UA212             | 23 d'octubre de 2008 | Lulin                | X. Y. Hsiao, Q.-z. Ye |
| 237188           | 2008 UE220             | 25 d'octubre de 2008 | Kitt Peak            | Spacewatch            |
| 237189           | 2008 UY220             | 25 d'octubre de 2008 | Kitt Peak            | Spacewatch            |
| 237190           | 2008 UU223             | 25 d'octubre de 2008 | Catalina             | CSS                   |
| 237191           | 2008 UP241             | 26 d'octubre de 2008 | Catalina             | CSS                   |
| 237192           | 2008 UA242             | 26 d'octubre de 2008 | Catalina             | CSS                   |
| 237193           | 2008 UX247             | 26 d'octubre de 2008 | Kitt Peak            | Spacewatch            |
| 237194           | 2008 UM250             | 27 d'octubre de 2008 | Kitt Peak            | Spacewatch            |
| 237195           | 2008 UK252             | 27 d'octubre de 2008 | Kitt Peak            | Spacewatch            |
| 237196           | 2008 UR253             | 27 d'octubre de 2008 | Kitt Peak            | Spacewatch            |
| 237197           | 2008 UV256             | 27 d'octubre de 2008 | Kitt Peak            | Spacewatch            |
| 237198           | 2008 UH258             | 27 d'octubre de 2008 | Kitt Peak            | Spacewatch            |
| 237199           | 2008 UG263             | 27 d'octubre de 2008 | Kitt Peak            | Spacewatch            |
| 237200           | 2008 US265             | 28 d'octubre de 2008 | Kitt Peak            | Spacewatch            |

## 237201-237300
| Nom              | Designació provisional | Data de descobriment   | Lloc de descobriment | Descobridor/s            |
| ---------------- | ---------------------- | ---------------------- | -------------------- | ------------------------ |
| 237201           | 2008 UP269             | 28 d'octubre de 2008   | Kitt Peak            | Spacewatch               |
| 237202           | 2008 UP275             | 28 d'octubre de 2008   | Mount Lemmon         | Mt. Lemmon Survey        |
| 237203           | 2008 UA277             | 28 d'octubre de 2008   | Mount Lemmon         | Mt. Lemmon Survey        |
| 237204           | 2008 UT277             | 28 d'octubre de 2008   | Mount Lemmon         | Mt. Lemmon Survey        |
| 237205           | 2008 UC280             | 28 d'octubre de 2008   | Kitt Peak            | Spacewatch               |
| 237206           | 2008 UM281             | 28 d'octubre de 2008   | Kitt Peak            | Spacewatch               |
| 237207           | 2008 UP282             | 28 d'octubre de 2008   | Kitt Peak            | Spacewatch               |
| 237208           | 2008 UK290             | 28 d'octubre de 2008   | Kitt Peak            | Spacewatch               |
| 237209           | 2008 UX298             | 29 d'octubre de 2008   | Kitt Peak            | Spacewatch               |
| 237210           | 2008 UJ309             | 30 d'octubre de 2008   | Catalina             | CSS                      |
| 237211           | 2008 UV315             | 30 d'octubre de 2008   | Kitt Peak            | Spacewatch               |
| 237212           | 2008 US324             | 31 d'octubre de 2008   | Kitt Peak            | Spacewatch               |
| 237213           | 2008 UR329             | 31 d'octubre de 2008   | Kitt Peak            | Spacewatch               |
| 237214           | 2008 UF337             | 20 d'octubre de 2008   | Kitt Peak            | Spacewatch               |
| 237215           | 2008 UJ337             | 21 d'octubre de 2008   | Kitt Peak            | Spacewatch               |
| 237216           | 2008 UG340             | 23 d'octubre de 2008   | Mount Lemmon         | Mt. Lemmon Survey        |
| 237217           | 2008 UC348             | 23 d'octubre de 2008   | Mount Lemmon         | Mt. Lemmon Survey        |
| 237218           | 2008 UD353             | 28 d'octubre de 2008   | Kitt Peak            | Spacewatch               |
| 237219           | 2008 UN353             | 28 d'octubre de 2008   | Kitt Peak            | Spacewatch               |
| 237220           | 2008 UR356             | 23 d'octubre de 2008   | Mount Lemmon         | Mt. Lemmon Survey        |
| 237221           | 2008 VS2               | 2 de novembre de 2008  | Socorro              | LINEAR                   |
| 237222           | 2008 VK15              | 1 de novembre de 2008  | Kitt Peak            | Spacewatch               |
| 237223           | 2008 VO23              | 1 de novembre de 2008  | Kitt Peak            | Spacewatch               |
| 237224           | 2008 VY37              | 2 de novembre de 2008  | Mount Lemmon         | Mt. Lemmon Survey        |
| 237225           | 2008 VD39              | 2 de novembre de 2008  | Kitt Peak            | Spacewatch               |
| 237226           | 2008 VM51              | 4 de novembre de 2008  | Kitt Peak            | Spacewatch               |
| 237227           | 2008 VE53              | 6 de novembre de 2008  | Mount Lemmon         | Mt. Lemmon Survey        |
| 237228           | 2008 VU59              | 7 de novembre de 2008  | Catalina             | CSS                      |
| 237229           | 2008 VR64              | 10 de novembre de 2008 | La Sagra             | La Sagra                 |
| 237230           | 2008 VS64              | 6 de novembre de 2008  | Mount Lemmon         | Mt. Lemmon Survey        |
| 237231           | 2008 VN66              | 2 de novembre de 2008  | Catalina             | CSS                      |
| 237232           | 2008 VQ68              | 8 de novembre de 2008  | Mount Lemmon         | Mt. Lemmon Survey        |
| 237233           | 2008 VX71              | 7 de novembre de 2008  | Mount Lemmon         | Mt. Lemmon Survey        |
| 237234           | 2008 VG73              | 2 de novembre de 2008  | Catalina             | CSS                      |
| 237235           | 2008 VP76              | 1 de novembre de 2008  | Mount Lemmon         | Mt. Lemmon Survey        |
| 237236           | 2008 WV5               | 17 de novembre de 2008 | Kitt Peak            | Spacewatch               |
| 237237           | 2008 WE12              | 18 de novembre de 2008 | Catalina             | CSS                      |
| 237238           | 2008 WY21              | 18 de novembre de 2008 | La Sagra             | La Sagra                 |
| 237239           | 2008 WN32              | 20 de novembre de 2008 | Bisei SG Center      | BATTeRS                  |
| 237240           | 2008 WM35              | 17 de novembre de 2008 | Kitt Peak            | Spacewatch               |
| 237241           | 2008 WP35              | 17 de novembre de 2008 | Kitt Peak            | Spacewatch               |
| 237242           | 2008 WM36              | 17 de novembre de 2008 | Kitt Peak            | Spacewatch               |
| 237243           | 2008 WN36              | 17 de novembre de 2008 | Kitt Peak            | Spacewatch               |
| 237244           | 2008 WX44              | 17 de novembre de 2008 | Kitt Peak            | Spacewatch               |
| 237245           | 2008 WF48              | 17 de novembre de 2008 | Kitt Peak            | Spacewatch               |
| 237246           | 2008 WX54              | 19 de novembre de 2008 | Catalina             | CSS                      |
| 237247           | 2008 WP62              | 21 de novembre de 2008 | Mount Lemmon         | Mt. Lemmon Survey        |
| 237248           | 2008 WK66              | 18 de novembre de 2008 | Kitt Peak            | Spacewatch               |
| 237249           | 2008 WD69              | 18 de novembre de 2008 | Kitt Peak            | Spacewatch               |
| 237250           | 2008 WG69              | 18 de novembre de 2008 | Catalina             | CSS                      |
| 237251           | 2008 WY69              | 18 de novembre de 2008 | Kitt Peak            | Spacewatch               |
| 237252           | 2008 WB70              | 18 de novembre de 2008 | Kitt Peak            | Spacewatch               |
| 237253           | 2008 WA72              | 19 de novembre de 2008 | Kitt Peak            | Spacewatch               |
| 237254           | 2008 WU75              | 20 de novembre de 2008 | Kitt Peak            | Spacewatch               |
| 237255           | 2008 WA77              | 20 de novembre de 2008 | Kitt Peak            | Spacewatch               |
| 237256           | 2008 WZ78              | 20 de novembre de 2008 | Kitt Peak            | Spacewatch               |
| 237257           | 2008 WW79              | 20 de novembre de 2008 | Kitt Peak            | Spacewatch               |
| 237258           | 2008 WU80              | 20 de novembre de 2008 | Kitt Peak            | Spacewatch               |
| 237259           | 2008 WA83              | 20 de novembre de 2008 | Kitt Peak            | Spacewatch               |
| 237260           | 2008 WE92              | 24 de novembre de 2008 | Dauban               | F. Kugel                 |
| 237261           | 2008 WN94              | 28 de novembre de 2008 | Pla D'Arguines       | R. Ferrando              |
| 237262           | 2008 WP95              | 23 de novembre de 2008 | Socorro              | LINEAR                   |
| 237263           | 2008 WY95              | 23 de novembre de 2008 | Socorro              | LINEAR                   |
| 237264           | 2008 WP96              | 28 de novembre de 2008 | Piszkesteto          | K. Sarneczky, A. Karpati |
| 237265 Golobokov | 2008 WQ96              | 28 de novembre de 2008 | Zelenchukskaya S     | T. V. Kryachko           |
| 237266           | 2008 WX96              | 30 de novembre de 2008 | Mayhill              | A. Lowe                  |
| 237267           | 2008 WQ101             | 30 de novembre de 2008 | Socorro              | LINEAR                   |
| 237268           | 2008 WM102             | 19 de novembre de 2008 | Catalina             | CSS                      |
| 237269           | 2008 WR105             | 30 de novembre de 2008 | Mount Lemmon         | Mt. Lemmon Survey        |
| 237270           | 2008 WP109             | 30 de novembre de 2008 | Kitt Peak            | Spacewatch               |
| 237271           | 2008 WM115             | 30 de novembre de 2008 | Kitt Peak            | Spacewatch               |
| 237272           | 2008 WA129             | 19 de novembre de 2008 | Kitt Peak            | Spacewatch               |
| 237273           | 2008 WV130             | 18 de novembre de 2008 | Kitt Peak            | Spacewatch               |
| 237274           | 2008 WY134             | 30 de novembre de 2008 | Catalina             | CSS                      |
| 237275           | 2008 WG135             | 18 de novembre de 2008 | Socorro              | LINEAR                   |
| 237276 Nakama    | 2008 XD2               | 2 de desembre de 2008  | Geisei               | T. Seki                  |
| 237277 Nevaruth  | 2008 XR2               | 5 de desembre de 2008  | Tooele               | P. Wiggins               |
| 237278           | 2008 XG5               | 3 de desembre de 2008  | Socorro              | LINEAR                   |
| 237279           | 2008 XB7               | 7 de desembre de 2008  | San Marcello         | San Marcello             |
| 237280           | 2008 XK10              | 1 de desembre de 2008  | Kitt Peak            | Spacewatch               |
| 237281           | 2008 XF13              | 2 de desembre de 2008  | Mount Lemmon         | Mt. Lemmon Survey        |
| 237282           | 2008 XW15              | 3 de desembre de 2008  | Mount Lemmon         | Mt. Lemmon Survey        |
| 237283           | 2008 XK16              | 1 de desembre de 2008  | Kitt Peak            | Spacewatch               |
| 237284           | 2008 XR16              | 1 de desembre de 2008  | Kitt Peak            | Spacewatch               |
| 237285           | 2008 XT17              | 1 de desembre de 2008  | Kitt Peak            | Spacewatch               |
| 237286           | 2008 XB21              | 1 de desembre de 2008  | Kitt Peak            | Spacewatch               |
| 237287           | 2008 XK34              | 2 de desembre de 2008  | Kitt Peak            | Spacewatch               |
| 237288           | 2008 XT36              | 2 de desembre de 2008  | Kitt Peak            | Spacewatch               |
| 237289           | 2008 XN37              | 2 de desembre de 2008  | Kitt Peak            | Spacewatch               |
| 237290           | 2008 XG39              | 2 de desembre de 2008  | Kitt Peak            | Spacewatch               |
| 237291           | 2008 XS47              | 4 de desembre de 2008  | Mount Lemmon         | Mt. Lemmon Survey        |
| 237292           | 2008 XX47              | 4 de desembre de 2008  | Mount Lemmon         | Mt. Lemmon Survey        |
| 237293           | 2008 XA48              | 4 de desembre de 2008  | Mount Lemmon         | Mt. Lemmon Survey        |
| 237294           | 2008 YE5               | 19 de desembre de 2008 | La Sagra             | La Sagra                 |
| 237295           | 2008 YN7               | 20 de desembre de 2008 | La Sagra             | La Sagra                 |
| 237296           | 2008 YW18              | 21 de desembre de 2008 | Mount Lemmon         | Mt. Lemmon Survey        |
| 237297           | 2008 YW27              | 28 de desembre de 2008 | Taunus               | S. Karge, R. Kling       |
| 237298           | 2008 YM29              | 27 de desembre de 2008 | Bisei SG Center      | BATTeRS                  |
| 237299           | 2008 YR33              | 31 de desembre de 2008 | Altschwendt          | W. Ries                  |
| 237300           | 2008 YA34              | 27 de desembre de 2008 | Bergisch Gladbac     | W. Bickel                |

## 237301-237400
| Nom    | Designació provisional | Data de descobriment   | Lloc de descobriment | Descobridor/s                                          |
| ------ | ---------------------- | ---------------------- | -------------------- | ------------------------------------------------------ |
| 237301 | 2008 YZ43              | 29 de desembre de 2008 | Kitt Peak            | Spacewatch                                             |
| 237302 | 2008 YA59              | 30 de desembre de 2008 | Kitt Peak            | Spacewatch                                             |
| 237303 | 2008 YV59              | 30 de desembre de 2008 | Kitt Peak            | Spacewatch                                             |
| 237304 | 2008 YP77              | 30 de desembre de 2008 | Mount Lemmon         | Mt. Lemmon Survey                                      |
| 237305 | 2008 YT88              | 29 de desembre de 2008 | Kitt Peak            | Spacewatch                                             |
| 237306 | 2008 YH89              | 29 de desembre de 2008 | Kitt Peak            | Spacewatch                                             |
| 237307 | 2008 YQ90              | 29 de desembre de 2008 | Kitt Peak            | Spacewatch                                             |
| 237308 | 2008 YZ90              | 29 de desembre de 2008 | Kitt Peak            | Spacewatch                                             |
| 237309 | 2008 YT99              | 29 de desembre de 2008 | Kitt Peak            | Spacewatch                                             |
| 237310 | 2008 YJ110             | 30 de desembre de 2008 | Mount Lemmon         | Mt. Lemmon Survey                                      |
| 237311 | 2008 YV121             | 30 de desembre de 2008 | Kitt Peak            | Spacewatch                                             |
| 237312 | 2008 YT133             | 30 de desembre de 2008 | Kitt Peak            | Spacewatch                                             |
| 237313 | 2008 YE161             | 29 de desembre de 2008 | Mount Lemmon         | Mt. Lemmon Survey                                      |
| 237314 | 2008 YP162             | 22 de desembre de 2008 | Kitt Peak            | Spacewatch                                             |
| 237315 | 2009 AZ14              | 2 de gener de 2009     | Mount Lemmon         | Mt. Lemmon Survey                                      |
| 237316 | 2009 AK30              | 15 de gener de 2009    | Kitt Peak            | Spacewatch                                             |
| 237317 | 2009 AH34              | 15 de gener de 2009    | Kitt Peak            | Spacewatch                                             |
| 237318 | 2009 AZ42              | 3 de gener de 2009     | Mount Lemmon         | Mt. Lemmon Survey                                      |
| 237319 | 2009 BT17              | 16 de gener de 2009    | Mount Lemmon         | Mt. Lemmon Survey                                      |
| 237320 | 2009 BX36              | 16 de gener de 2009    | Mount Lemmon         | Mt. Lemmon Survey                                      |
| 237321 | 2009 BM54              | 16 de gener de 2009    | Mount Lemmon         | Mt. Lemmon Survey                                      |
| 237322 | 2009 BV85              | 25 de gener de 2009    | Kitt Peak            | Spacewatch                                             |
| 237323 | 2009 BP88              | 25 de gener de 2009    | Kitt Peak            | Spacewatch                                             |
| 237324 | 2009 BM97              | 25 de gener de 2009    | Catalina             | CSS                                                    |
| 237325 | 2009 BO115             | 29 de gener de 2009    | Kitt Peak            | Spacewatch                                             |
| 237326 | 2009 BF161             | 31 de gener de 2009    | Mount Lemmon         | Mt. Lemmon Survey                                      |
| 237327 | 2009 BE172             | 18 de gener de 2009    | Kitt Peak            | Spacewatch                                             |
| 237328 | 2009 CA1               | 1 de febrer de 2009    | Socorro              | LINEAR                                                 |
| 237329 | 2009 CA4               | 4 de febrer de 2009    | Wildberg             | R. Apitzsch                                            |
| 237330 | 2009 CT48              | 14 de febrer de 2009   | Mount Lemmon         | Mt. Lemmon Survey                                      |
| 237331 | 2009 FB24              | 19 de març de 2009     | La Sagra             | La Sagra                                               |
| 237332 | 2009 UN87              | 24 d'octubre de 2009   | Catalina             | CSS                                                    |
| 237333 | 2009 UN130             | 24 d'octubre de 2009   | Catalina             | CSS                                                    |
| 237334 | 2009 UG153             | 26 d'octubre de 2009   | Kitt Peak            | Spacewatch                                             |
| 237335 | 2009 VZ7               | 8 de novembre de 2009  | Catalina             | CSS                                                    |
| 237336 | 2009 WC25              | 21 de novembre de 2009 | Mayhill              | Mayhill                                                |
| 237337 | 2009 WK60              | 16 de novembre de 2009 | Kitt Peak            | Spacewatch                                             |
| 237338 | 2009 WS60              | 16 de novembre de 2009 | Mount Lemmon         | Mt. Lemmon Survey                                      |
| 237339 | 2009 WN162             | 21 de novembre de 2009 | Kitt Peak            | Spacewatch                                             |
| 237340 | 2009 WK258             | 27 de novembre de 2009 | Mount Lemmon         | Mt. Lemmon Survey                                      |
| 237341 | 2009 WD263             | 25 de novembre de 2009 | Kitt Peak            | Spacewatch                                             |
| 237342 | 2009 XM23              | 10 de desembre de 2009 | Socorro              | LINEAR                                                 |
| 237343 | 2009 YJ15              | 18 de desembre de 2009 | Kitt Peak            | Spacewatch                                             |
| 237344 | 2010 AY23              | 6 de gener de 2010     | Kitt Peak            | Spacewatch                                             |
| 237345 | 2010 AM37              | 7 de gener de 2010     | Kitt Peak            | Spacewatch                                             |
| 237346 | 2010 AV38              | 8 de gener de 2010     | Kitt Peak            | Spacewatch                                             |
| 237347 | 2010 AK76              | 15 de gener de 2010    | Socorro              | LINEAR                                                 |
| 237348 | 2010 AV79              | 15 de gener de 2010    | Kitt Peak            | Spacewatch                                             |
| 237349 | 2010 CM12              | 12 de febrer de 2010   | Mayhill              | Mayhill                                                |
| 237350 | 2010 CZ146             | 13 de febrer de 2010   | Kitt Peak            | Spacewatch                                             |
| 237351 | 2235 P-L               | 24 de setembre de 1960 | Palomar              | C. J. van Houten, I. van Houten-Groeneveld, T. Gehrels |
| 237352 | 4307 P-L               | 24 de setembre de 1960 | Palomar              | C. J. van Houten, I. van Houten-Groeneveld, T. Gehrels |
| 237353 | 1207 T-2               | 29 de setembre de 1973 | Palomar              | C. J. van Houten, I. van Houten-Groeneveld, T. Gehrels |
| 237354 | 1711 T-2               | 29 de setembre de 1973 | Palomar              | C. J. van Houten, I. van Houten-Groeneveld, T. Gehrels |
| 237355 | 2296 T-2               | 29 de setembre de 1973 | Palomar              | C. J. van Houten, I. van Houten-Groeneveld, T. Gehrels |
| 237356 | 3103 T-2               | 30 de setembre de 1973 | Palomar              | C. J. van Houten, I. van Houten-Groeneveld, T. Gehrels |
| 237357 | 2059 T-3               | 16 d'octubre de 1977   | Palomar              | C. J. van Houten, I. van Houten-Groeneveld, T. Gehrels |
| 237358 | 3206 T-3               | 16 d'octubre de 1977   | Palomar              | C. J. van Houten, I. van Houten-Groeneveld, T. Gehrels |
| 237359 | 3774 T-3               | 16 d'octubre de 1977   | Palomar              | C. J. van Houten, I. van Houten-Groeneveld, T. Gehrels |
| 237360 | 4539 T-3               | 16 d'octubre de 1977   | Palomar              | C. J. van Houten, I. van Houten-Groeneveld, T. Gehrels |
| 237361 | 1981 EE48              | 6 de març de 1981      | Siding Spring        | S. J. Bus                                              |
| 237362 | 1993 FY31              | 19 de març de 1993     | La Silla             | UESAC                                                  |
| 237363 | 1993 HV4               | 22 d'abril de 1993     | Kitt Peak            | Spacewatch                                             |
| 237364 | 1993 TW22              | 9 d'octubre de 1993    | La Silla             | E. W. Elst                                             |
| 237365 | 1994 EA5               | 6 de març de 1994      | Kitt Peak            | Spacewatch                                             |
| 237366 | 1994 PJ14              | 10 d'agost de 1994     | La Silla             | E. W. Elst                                             |
| 237367 | 1994 PY35              | 10 d'agost de 1994     | La Silla             | E. W. Elst                                             |
| 237368 | 1994 UA7               | 28 d'octubre de 1994   | Kitt Peak            | Spacewatch                                             |
| 237369 | 1994 WG7               | 28 de novembre de 1994 | Kitt Peak            | Spacewatch                                             |
| 237370 | 1994 WN8               | 28 de novembre de 1994 | Kitt Peak            | Spacewatch                                             |
| 237371 | 1995 DG8               | 24 de febrer de 1995   | Kitt Peak            | Spacewatch                                             |
| 237372 | 1995 OV11              | 27 de juliol de 1995   | Kitt Peak            | Spacewatch                                             |
| 237373 | 1995 QE8               | 25 d'agost de 1995     | Kitt Peak            | Spacewatch                                             |
| 237374 | 1995 SV7               | 17 de setembre de 1995 | Kitt Peak            | Spacewatch                                             |
| 237375 | 1995 SM16              | 18 de setembre de 1995 | Kitt Peak            | Spacewatch                                             |
| 237376 | 1995 SW50              | 26 de setembre de 1995 | Kitt Peak            | Spacewatch                                             |
| 237377 | 1995 SZ63              | 26 de setembre de 1995 | Kitt Peak            | Spacewatch                                             |
| 237378 | 1995 SA82              | 22 de setembre de 1995 | Kitt Peak            | Spacewatch                                             |
| 237379 | 1995 US67              | 18 d'octubre de 1995   | Kitt Peak            | Spacewatch                                             |
| 237380 | 1995 VB5               | 14 de novembre de 1995 | Kitt Peak            | Spacewatch                                             |
| 237381 | 1995 VF9               | 14 de novembre de 1995 | Kitt Peak            | Spacewatch                                             |
| 237382 | 1995 VV18              | 14 de novembre de 1995 | Xinglong             | Beijing Schmidt CCD Asteroid Program                   |
| 237383 | 1996 AF10              | 13 de gener de 1996    | Kitt Peak            | Spacewatch                                             |
| 237384 | 1996 CX                | 7 de febrer de 1996    | Xinglong             | Beijing Schmidt CCD Asteroid Program                   |
| 237385 | 1996 EV15              | 13 de març de 1996     | Kitt Peak            | Spacewatch                                             |
| 237386 | 1996 HW5               | 17 d'abril de 1996     | Kitt Peak            | Spacewatch                                             |
| 237387 | 1996 PM1               | 1 d'agost de 1996      | Haleakala            | AMOS                                                   |
| 237388 | 1996 TL                | 3 d'octubre de 1996    | Prescott             | P. G. Comba                                            |
| 237389 | 1996 VE20              | 8 de novembre de 1996  | Kitt Peak            | Spacewatch                                             |
| 237390 | 1996 XP20              | 5 de desembre de 1996  | Kitt Peak            | Spacewatch                                             |
| 237391 | 1997 AX10              | 9 de gener de 1997     | Kitt Peak            | Spacewatch                                             |
| 237392 | 1997 JH4               | 1 de maig de 1997      | Socorro              | LINEAR                                                 |
| 237393 | 1997 LG                | 1 de juny de 1997      | Kitt Peak            | Spacewatch                                             |
| 237394 | 1997 SZ13              | 28 de setembre de 1997 | Kitt Peak            | Spacewatch                                             |
| 237395 | 1997 SD22              | 27 de setembre de 1997 | Kitt Peak            | Spacewatch                                             |
| 237396 | 1997 SW23              | 29 de setembre de 1997 | Kitt Peak            | Spacewatch                                             |
| 237397 | 1998 AQ9               | 6 de gener de 1998     | Anderson Mesa        | M. W. Buie                                             |
| 237398 | 1998 BZ42              | 22 de gener de 1998    | Kitt Peak            | Spacewatch                                             |
| 237399 | 1998 HR118             | 23 d'abril de 1998     | Socorro              | LINEAR                                                 |
| 237400 | 1998 MT1               | 16 de juny de 1998     | Kitt Peak            | Spacewatch                                             |

## 237401-237500
| Nom    | Designació provisional | Data de descobriment   | Lloc de descobriment | Descobridor/s                        |
| ------ | ---------------------- | ---------------------- | -------------------- | ------------------------------------ |
| 237401 | 1998 QL25              | 17 d'agost de 1998     | Socorro              | LINEAR                               |
| 237402 | 1998 QV28              | 23 d'agost de 1998     | Xinglong             | Beijing Schmidt CCD Asteroid Program |
| 237403 | 1998 QS73              | 24 d'agost de 1998     | Socorro              | LINEAR                               |
| 237404 | 1998 RS29              | 14 de setembre de 1998 | Socorro              | LINEAR                               |
| 237405 | 1998 RE66              | 14 de setembre de 1998 | Socorro              | LINEAR                               |
| 237406 | 1998 SV30              | 19 de setembre de 1998 | Kitt Peak            | Spacewatch                           |
| 237407 | 1998 SS34              | 26 de setembre de 1998 | Socorro              | LINEAR                               |
| 237408 | 1998 SA72              | 21 de setembre de 1998 | La Silla             | E. W. Elst                           |
| 237409 | 1998 SA114             | 26 de setembre de 1998 | Socorro              | LINEAR                               |
| 237410 | 1998 SN140             | 26 de setembre de 1998 | Socorro              | LINEAR                               |
| 237411 | 1998 SN155             | 26 de setembre de 1998 | Socorro              | LINEAR                               |
| 237412 | 1998 SC160             | 26 de setembre de 1998 | Socorro              | LINEAR                               |
| 237413 | 1998 TP27              | 15 d'octubre de 1998   | Kitt Peak            | Spacewatch                           |
| 237414 | 1998 UL2               | 20 d'octubre de 1998   | Caussols             | ODAS                                 |
| 237415 | 1998 UR7               | 22 d'octubre de 1998   | Visnjan              | K. Korlevic                          |
| 237416 | 1998 UT19              | 28 d'octubre de 1998   | Socorro              | LINEAR                               |
| 237417 | 1998 UV23              | 17 d'octubre de 1998   | Anderson Mesa        | LONEOS                               |
| 237418 | 1998 UQ47              | 27 d'octubre de 1998   | Kitt Peak            | Spacewatch                           |
| 237419 | 1998 WY34              | 18 de novembre de 1998 | Kitt Peak            | Spacewatch                           |
| 237420 | 1998 XW6               | 8 de desembre de 1998  | Kitt Peak            | Spacewatch                           |
| 237421 | 1998 XS61              | 15 de desembre de 1998 | Kitt Peak            | Spacewatch                           |
| 237422 | 1999 AF35              | 9 de gener de 1999     | Merida               | O. A. Naranjo                        |
| 237423 | 1999 BD27              | 16 de gener de 1999    | Kitt Peak            | Spacewatch                           |
| 237424 | 1999 CS92              | 10 de febrer de 1999   | Socorro              | LINEAR                               |
| 237425 | 1999 FY10              | 16 de març de 1999     | Kitt Peak            | Spacewatch                           |
| 237426 | 1999 FG74              | 20 de març de 1999     | Apache Point         | Sloan Digital Sky Survey             |
| 237427 | 1999 FF87              | 21 de març de 1999     | Apache Point         | Sloan Digital Sky Survey             |
| 237428 | 1999 FZ95              | 21 de març de 1999     | Apache Point         | Sloan Digital Sky Survey             |
| 237429 | 1999 GH58              | 7 d'abril de 1999      | Socorro              | LINEAR                               |
| 237430 | 1999 JL4               | 10 de maig de 1999     | Socorro              | LINEAR                               |
| 237431 | 1999 JK85              | 14 de maig de 1999     | Socorro              | LINEAR                               |
| 237432 | 1999 JH96              | 12 de maig de 1999     | Socorro              | LINEAR                               |
| 237433 | 1999 NA43              | 15 de juliol de 1999   | Socorro              | LINEAR                               |
| 237434 | 1999 PH3               | 10 d'agost de 1999     | Ondrejov             | P. Pravec, P. Kusnirak               |
| 237435 | 1999 RH9               | 4 de setembre de 1999  | Kitt Peak            | Spacewatch                           |
| 237436 | 1999 RC29              | 7 de setembre de 1999  | Socorro              | LINEAR                               |
| 237437 | 1999 RO40              | 7 de setembre de 1999  | Socorro              | LINEAR                               |
| 237438 | 1999 RR77              | 7 de setembre de 1999  | Socorro              | LINEAR                               |
| 237439 | 1999 RM138             | 9 de setembre de 1999  | Socorro              | LINEAR                               |
| 237440 | 1999 RQ148             | 9 de setembre de 1999  | Socorro              | LINEAR                               |
| 237441 | 1999 RP195             | 8 de setembre de 1999  | Socorro              | LINEAR                               |
| 237442 | 1999 TA10              | 5 d'octubre de 1999    | Socorro              | LINEAR                               |
| 237443 | 1999 TE54              | 6 d'octubre de 1999    | Kitt Peak            | Spacewatch                           |
| 237444 | 1999 TZ66              | 8 d'octubre de 1999    | Kitt Peak            | Spacewatch                           |
| 237445 | 1999 TF73              | 10 d'octubre de 1999   | Kitt Peak            | Spacewatch                           |
| 237446 | 1999 TL75              | 10 d'octubre de 1999   | Kitt Peak            | Spacewatch                           |
| 237447 | 1999 TD87              | 15 d'octubre de 1999   | Kitt Peak            | Spacewatch                           |
| 237448 | 1999 TJ141             | 6 d'octubre de 1999    | Socorro              | LINEAR                               |
| 237449 | 1999 TJ152             | 15 d'octubre de 1999   | Socorro              | LINEAR                               |
| 237450 | 1999 TB182             | 11 d'octubre de 1999   | Socorro              | LINEAR                               |
| 237451 | 1999 TR211             | 15 d'octubre de 1999   | Socorro              | LINEAR                               |
| 237452 | 1999 TK214             | 15 d'octubre de 1999   | Socorro              | LINEAR                               |
| 237453 | 1999 TV264             | 3 d'octubre de 1999    | Socorro              | LINEAR                               |
| 237454 | 1999 VM82              | 5 de novembre de 1999  | Socorro              | LINEAR                               |
| 237455 | 1999 VM94              | 9 de novembre de 1999  | Socorro              | LINEAR                               |
| 237456 | 1999 VS119             | 3 de novembre de 1999  | Kitt Peak            | Spacewatch                           |
| 237457 | 1999 VK128             | 9 de novembre de 1999  | Kitt Peak            | Spacewatch                           |
| 237458 | 1999 VG131             | 9 de novembre de 1999  | Kitt Peak            | Spacewatch                           |
| 237459 | 1999 VL134             | 10 de novembre de 1999 | Kitt Peak            | Spacewatch                           |
| 237460 | 1999 VK158             | 14 de novembre de 1999 | Socorro              | LINEAR                               |
| 237461 | 1999 VC191             | 9 de novembre de 1999  | Socorro              | LINEAR                               |
| 237462 | 1999 VY206             | 10 de novembre de 1999 | Kitt Peak            | Spacewatch                           |
| 237463 | 1999 XQ171             | 10 de desembre de 1999 | Socorro              | LINEAR                               |
| 237464 | 1999 XR218             | 15 de desembre de 1999 | Kitt Peak            | Spacewatch                           |
| 237465 | 1999 YG19              | 29 de desembre de 1999 | Mauna Kea            | C. Veillet                           |
| 237466 | 2000 AZ135             | 4 de gener de 2000     | Socorro              | LINEAR                               |
| 237467 | 2000 BA39              | 27 de gener de 2000    | Kitt Peak            | Spacewatch                           |
| 237468 | 2000 BB42              | 30 de gener de 2000    | Kitt Peak            | Spacewatch                           |
| 237469 | 2000 BR47              | 27 de gener de 2000    | Kitt Peak            | Spacewatch                           |
| 237470 | 2000 CT135             | 4 de febrer de 2000    | Kitt Peak            | Spacewatch                           |
| 237471 | 2000 DR20              | 29 de febrer de 2000   | Socorro              | LINEAR                               |
| 237472 | 2000 DF51              | 29 de febrer de 2000   | Socorro              | LINEAR                               |
| 237473 | 2000 EY9               | 3 de març de 2000      | Socorro              | LINEAR                               |
| 237474 | 2000 EW46              | 9 de març de 2000      | Socorro              | LINEAR                               |
| 237475 | 2000 FZ6               | 29 de març de 2000     | Kitt Peak            | Spacewatch                           |
| 237476 | 2000 FE18              | 29 de març de 2000     | Socorro              | LINEAR                               |
| 237477 | 2000 FU59              | 29 de març de 2000     | Socorro              | LINEAR                               |
| 237478 | 2000 GD37              | 5 d'abril de 2000      | Socorro              | LINEAR                               |
| 237479 | 2000 GL70              | 5 d'abril de 2000      | Socorro              | LINEAR                               |
| 237480 | 2000 GS82              | 4 d'abril de 2000      | Socorro              | LINEAR                               |
| 237481 | 2000 GJ122             | 7 d'abril de 2000      | Kitt Peak            | Spacewatch                           |
| 237482 | 2000 HZ18              | 25 d'abril de 2000     | Kitt Peak            | Spacewatch                           |
| 237483 | 2000 HY27              | 28 d'abril de 2000     | Socorro              | LINEAR                               |
| 237484 | 2000 HJ47              | 29 d'abril de 2000     | Socorro              | LINEAR                               |
| 237485 | 2000 HL63              | 26 d'abril de 2000     | Anderson Mesa        | LONEOS                               |
| 237486 | 2000 KM2               | 26 de maig de 2000     | Socorro              | LINEAR                               |
| 237487 | 2000 KU12              | 28 de maig de 2000     | Socorro              | LINEAR                               |
| 237488 | 2000 KP34              | 27 de maig de 2000     | Socorro              | LINEAR                               |
| 237489 | 2000 LG7               | 6 de juny de 2000      | Kitt Peak            | Spacewatch                           |
| 237490 | 2000 LM15              | 4 de juny de 2000      | Kitt Peak            | Spacewatch                           |
| 237491 | 2000 OS33              | 30 de juliol de 2000   | Socorro              | LINEAR                               |
| 237492 | 2000 OY39              | 30 de juliol de 2000   | Socorro              | LINEAR                               |
| 237493 | 2000 QD32              | 26 d'agost de 2000     | Socorro              | LINEAR                               |
| 237494 | 2000 QV33              | 26 d'agost de 2000     | Prescott             | P. G. Comba                          |
| 237495 | 2000 QF56              | 26 d'agost de 2000     | Socorro              | LINEAR                               |
| 237496 | 2000 QF76              | 24 d'agost de 2000     | Socorro              | LINEAR                               |
| 237497 | 2000 QR81              | 24 d'agost de 2000     | Socorro              | LINEAR                               |
| 237498 | 2000 QC85              | 25 d'agost de 2000     | Socorro              | LINEAR                               |
| 237499 | 2000 QT97              | 28 d'agost de 2000     | Socorro              | LINEAR                               |
| 237500 | 2000 QU134             | 26 d'agost de 2000     | Socorro              | LINEAR                               |

## 237501-237600
| Nom    | Designació provisional | Data de descobriment   | Lloc de descobriment | Descobridor/s |
| ------ | ---------------------- | ---------------------- | -------------------- | ------------- |
| 237501 | 2000 QK160             | 31 d'agost de 2000     | Socorro              | LINEAR        |
| 237502 | 2000 QZ175             | 31 d'agost de 2000     | Socorro              | LINEAR        |
| 237503 | 2000 QP186             | 26 d'agost de 2000     | Socorro              | LINEAR        |
| 237504 | 2000 QF188             | 26 d'agost de 2000     | Socorro              | LINEAR        |
| 237505 | 2000 QH192             | 26 d'agost de 2000     | Socorro              | LINEAR        |
| 237506 | 2000 RO29              | 1 de setembre de 2000  | Socorro              | LINEAR        |
| 237507 | 2000 RA34              | 1 de setembre de 2000  | Socorro              | LINEAR        |
| 237508 | 2000 RE51              | 5 de setembre de 2000  | Socorro              | LINEAR        |
| 237509 | 2000 RG60              | 8 de setembre de 2000  | Crni Vrh             | Crni Vrh      |
| 237510 | 2000 RM69              | 2 de setembre de 2000  | Socorro              | LINEAR        |
| 237511 | 2000 RZ90              | 3 de setembre de 2000  | Socorro              | LINEAR        |
| 237512 | 2000 RP97              | 5 de setembre de 2000  | Anderson Mesa        | LONEOS        |
| 237513 | 2000 RK100             | 5 de setembre de 2000  | Anderson Mesa        | LONEOS        |
| 237514 | 2000 SO2               | 20 de setembre de 2000 | Socorro              | LINEAR        |
| 237515 | 2000 SS6               | 21 de setembre de 2000 | Socorro              | LINEAR        |
| 237516 | 2000 SO19              | 23 de setembre de 2000 | Socorro              | LINEAR        |
| 237517 | 2000 SP31              | 24 de setembre de 2000 | Socorro              | LINEAR        |
| 237518 | 2000 SN45              | 22 de setembre de 2000 | Socorro              | LINEAR        |
| 237519 | 2000 SO47              | 23 de setembre de 2000 | Socorro              | LINEAR        |
| 237520 | 2000 SP49              | 23 de setembre de 2000 | Socorro              | LINEAR        |
| 237521 | 2000 SF105             | 24 de setembre de 2000 | Socorro              | LINEAR        |
| 237522 | 2000 ST145             | 24 de setembre de 2000 | Socorro              | LINEAR        |
| 237523 | 2000 SB160             | 22 de setembre de 2000 | Socorro              | LINEAR        |
| 237524 | 2000 SK251             | 24 de setembre de 2000 | Socorro              | LINEAR        |
| 237525 | 2000 SB257             | 24 de setembre de 2000 | Socorro              | LINEAR        |
| 237526 | 2000 SY264             | 26 de setembre de 2000 | Socorro              | LINEAR        |
| 237527 | 2000 SK269             | 27 de setembre de 2000 | Socorro              | LINEAR        |
| 237528 | 2000 SR271             | 27 de setembre de 2000 | Socorro              | LINEAR        |
| 237529 | 2000 SM282             | 23 de setembre de 2000 | Socorro              | LINEAR        |
| 237530 | 2000 SQ282             | 23 de setembre de 2000 | Socorro              | LINEAR        |
| 237531 | 2000 SY291             | 27 de setembre de 2000 | Socorro              | LINEAR        |
| 237532 | 2000 SK301             | 28 de setembre de 2000 | Socorro              | LINEAR        |
| 237533 | 2000 SJ317             | 30 de setembre de 2000 | Socorro              | LINEAR        |
| 237534 | 2000 SJ321             | 28 de setembre de 2000 | Kitt Peak            | Spacewatch    |
| 237535 | 2000 SR376             | 29 de setembre de 2000 | Anderson Mesa        | LONEOS        |
| 237536 | 2000 TW12              | 1 d'octubre de 2000    | Socorro              | LINEAR        |
| 237537 | 2000 TP13              | 1 d'octubre de 2000    | Socorro              | LINEAR        |
| 237538 | 2000 TP18              | 1 d'octubre de 2000    | Socorro              | LINEAR        |
| 237539 | 2000 TT24              | 2 d'octubre de 2000    | Socorro              | LINEAR        |
| 237540 | 2000 UN                | 20 d'octubre de 2000   | Ondrejov             | P. Kusnirak   |
| 237541 | 2000 UB16              | 24 d'octubre de 2000   | Socorro              | LINEAR        |
| 237542 | 2000 UK29              | 24 d'octubre de 2000   | Socorro              | LINEAR        |
| 237543 | 2000 UX29              | 25 d'octubre de 2000   | Socorro              | LINEAR        |
| 237544 | 2000 UU36              | 24 d'octubre de 2000   | Socorro              | LINEAR        |
| 237545 | 2000 UR37              | 24 d'octubre de 2000   | Socorro              | LINEAR        |
| 237546 | 2000 UZ75              | 25 d'octubre de 2000   | Socorro              | LINEAR        |
| 237547 | 2000 UP78              | 24 d'octubre de 2000   | Socorro              | LINEAR        |
| 237548 | 2000 UZ83              | 31 d'octubre de 2000   | Socorro              | LINEAR        |
| 237549 | 2000 UW84              | 31 d'octubre de 2000   | Socorro              | LINEAR        |
| 237550 | 2000 UG113             | 25 d'octubre de 2000   | Socorro              | LINEAR        |
| 237551 | 2000 WQ19              | 21 de novembre de 2000 | Socorro              | LINEAR        |
| 237552 | 2000 WH66              | 20 de novembre de 2000 | Socorro              | LINEAR        |
| 237553 | 2000 WG83              | 20 de novembre de 2000 | Socorro              | LINEAR        |
| 237554 | 2000 WT86              | 20 de novembre de 2000 | Socorro              | LINEAR        |
| 237555 | 2000 WB136             | 20 de novembre de 2000 | Kitt Peak            | Spacewatch    |
| 237556 | 2000 WN154             | 30 de novembre de 2000 | Socorro              | LINEAR        |
| 237557 | 2000 WF182             | 25 de novembre de 2000 | Socorro              | LINEAR        |
| 237558 | 2000 XC47              | 15 de desembre de 2000 | Socorro              | LINEAR        |
| 237559 | 2000 YS6               | 20 de desembre de 2000 | Socorro              | LINEAR        |
| 237560 | 2000 YD14              | 23 de desembre de 2000 | Kitt Peak            | Spacewatch    |
| 237561 | 2000 YY25              | 23 de desembre de 2000 | Socorro              | LINEAR        |
| 237562 | 2000 YP80              | 30 de desembre de 2000 | Socorro              | LINEAR        |
| 237563 | 2000 YX108             | 30 de desembre de 2000 | Socorro              | LINEAR        |
| 237564 | 2000 YZ126             | 29 de desembre de 2000 | Anderson Mesa        | LONEOS        |
| 237565 | 2001 AV11              | 2 de gener de 2001     | Socorro              | LINEAR        |
| 237566 | 2001 BW1               | 16 de gener de 2001    | Haleakala            | NEAT          |
| 237567 | 2001 BD4               | 18 de gener de 2001    | Socorro              | LINEAR        |
| 237568 | 2001 BG7               | 19 de gener de 2001    | Socorro              | LINEAR        |
| 237569 | 2001 BS9               | 19 de gener de 2001    | Socorro              | LINEAR        |
| 237570 | 2001 BT57              | 20 de gener de 2001    | Haleakala            | NEAT          |
| 237571 | 2001 CE19              | 2 de febrer de 2001    | Socorro              | LINEAR        |
| 237572 | 2001 DA2               | 16 de febrer de 2001   | Kitt Peak            | Spacewatch    |
| 237573 | 2001 DM25              | 17 de febrer de 2001   | Socorro              | LINEAR        |
| 237574 | 2001 DY47              | 19 de febrer de 2001   | Nogales              | Tenagra II    |
| 237575 | 2001 DW49              | 16 de febrer de 2001   | Socorro              | LINEAR        |
| 237576 | 2001 DN52              | 17 de febrer de 2001   | Socorro              | LINEAR        |
| 237577 | 2001 DF59              | 17 de febrer de 2001   | Socorro              | LINEAR        |
| 237578 | 2001 DX61              | 19 de febrer de 2001   | Socorro              | LINEAR        |
| 237579 | 2001 DR63              | 19 de febrer de 2001   | Socorro              | LINEAR        |
| 237580 | 2001 DS105             | 16 de febrer de 2001   | Anderson Mesa        | LONEOS        |
| 237581 | 2001 DZ108             | 16 de febrer de 2001   | Socorro              | LINEAR        |
| 237582 | 2001 EP14              | 15 de març de 2001     | Socorro              | LINEAR        |
| 237583 | 2001 FO4               | 19 de març de 2001     | Kitt Peak            | Spacewatch    |
| 237584 | 2001 FL15              | 19 de març de 2001     | Anderson Mesa        | LONEOS        |
| 237585 | 2001 FC18              | 19 de març de 2001     | Anderson Mesa        | LONEOS        |
| 237586 | 2001 FF19              | 19 de març de 2001     | Anderson Mesa        | LONEOS        |
| 237587 | 2001 FP34              | 18 de març de 2001     | Socorro              | LINEAR        |
| 237588 | 2001 FO39              | 18 de març de 2001     | Socorro              | LINEAR        |
| 237589 | 2001 FU101             | 17 de març de 2001     | Socorro              | LINEAR        |
| 237590 | 2001 FX113             | 19 de març de 2001     | Anderson Mesa        | LONEOS        |
| 237591 | 2001 FN131             | 20 de març de 2001     | Haleakala            | NEAT          |
| 237592 | 2001 FK164             | 18 de març de 2001     | Socorro              | LINEAR        |
| 237593 | 2001 FB175             | 20 de març de 2001     | Anderson Mesa        | LONEOS        |
| 237594 | 2001 FT179             | 20 de març de 2001     | Anderson Mesa        | LONEOS        |
| 237595 | 2001 GQ4               | 14 d'abril de 2001     | Socorro              | LINEAR        |
| 237596 | 2001 KH33              | 23 de maig de 2001     | Bergisch Gladbac     | W. Bickel     |
| 237597 | 2001 KZ49              | 24 de maig de 2001     | Socorro              | LINEAR        |
| 237598 | 2001 KO67              | 27 de maig de 2001     | Kitt Peak            | Spacewatch    |
| 237599 | 2001 OH4               | 19 de juliol de 2001   | Palomar              | NEAT          |
| 237600 | 2001 OC6               | 17 de juliol de 2001   | Anderson Mesa        | LONEOS        |

## 237601-237700
| Nom    | Designació provisional | Data de descobriment   | Lloc de descobriment | Descobridor/s            |
| ------ | ---------------------- | ---------------------- | -------------------- | ------------------------ |
| 237601 | 2001 OY88              | 21 de juliol de 2001   | Haleakala            | NEAT                     |
| 237602 | 2001 PT11              | 11 d'agost de 2001     | Palomar              | NEAT                     |
| 237603 | 2001 PY11              | 11 d'agost de 2001     | Palomar              | NEAT                     |
| 237604 | 2001 PN25              | 11 d'agost de 2001     | Haleakala            | NEAT                     |
| 237605 | 2001 PJ44              | 15 d'agost de 2001     | Haleakala            | NEAT                     |
| 237606 | 2001 QH57              | 16 d'agost de 2001     | Socorro              | LINEAR                   |
| 237607 | 2001 QQ71              | 21 d'agost de 2001     | Emerald Lane         | L. Ball                  |
| 237608 | 2001 QQ78              | 16 d'agost de 2001     | Socorro              | LINEAR                   |
| 237609 | 2001 QZ108             | 19 d'agost de 2001     | Haleakala            | NEAT                     |
| 237610 | 2001 QB142             | 24 d'agost de 2001     | Socorro              | LINEAR                   |
| 237611 | 2001 QN172             | 25 d'agost de 2001     | Socorro              | LINEAR                   |
| 237612 | 2001 QZ230             | 24 d'agost de 2001     | Anderson Mesa        | LONEOS                   |
| 237613 | 2001 QD249             | 24 d'agost de 2001     | Socorro              | LINEAR                   |
| 237614 | 2001 QY262             | 25 d'agost de 2001     | Socorro              | LINEAR                   |
| 237615 | 2001 QH280             | 19 d'agost de 2001     | Socorro              | LINEAR                   |
| 237616 | 2001 RN4               | 8 de setembre de 2001  | Socorro              | LINEAR                   |
| 237617 | 2001 RT30              | 7 de setembre de 2001  | Socorro              | LINEAR                   |
| 237618 | 2001 RZ31              | 8 de setembre de 2001  | Socorro              | LINEAR                   |
| 237619 | 2001 RF52              | 12 de setembre de 2001 | Socorro              | LINEAR                   |
| 237620 | 2001 RM55              | 12 de setembre de 2001 | Socorro              | LINEAR                   |
| 237621 | 2001 RM56              | 12 de setembre de 2001 | Socorro              | LINEAR                   |
| 237622 | 2001 RU71              | 10 de setembre de 2001 | Socorro              | LINEAR                   |
| 237623 | 2001 RY98              | 12 de setembre de 2001 | Socorro              | LINEAR                   |
| 237624 | 2001 RO100             | 12 de setembre de 2001 | Socorro              | LINEAR                   |
| 237625 | 2001 RA101             | 12 de setembre de 2001 | Socorro              | LINEAR                   |
| 237626 | 2001 RX103             | 12 de setembre de 2001 | Socorro              | LINEAR                   |
| 237627 | 2001 RG108             | 12 de setembre de 2001 | Socorro              | LINEAR                   |
| 237628 | 2001 RL114             | 12 de setembre de 2001 | Socorro              | LINEAR                   |
| 237629 | 2001 RZ128             | 12 de setembre de 2001 | Socorro              | LINEAR                   |
| 237630 | 2001 RJ147             | 9 de setembre de 2001  | Palomar              | NEAT                     |
| 237631 | 2001 RR149             | 11 de setembre de 2001 | Anderson Mesa        | LONEOS                   |
| 237632 | 2001 SM15              | 16 de setembre de 2001 | Socorro              | LINEAR                   |
| 237633 | 2001 SS26              | 16 de setembre de 2001 | Socorro              | LINEAR                   |
| 237634 | 2001 SX34              | 16 de setembre de 2001 | Socorro              | LINEAR                   |
| 237635 | 2001 SX46              | 16 de setembre de 2001 | Socorro              | LINEAR                   |
| 237636 | 2001 SA53              | 16 de setembre de 2001 | Socorro              | LINEAR                   |
| 237637 | 2001 SV57              | 17 de setembre de 2001 | Socorro              | LINEAR                   |
| 237638 | 2001 SD68              | 17 de setembre de 2001 | Socorro              | LINEAR                   |
| 237639 | 2001 SA89              | 20 de setembre de 2001 | Socorro              | LINEAR                   |
| 237640 | 2001 SU91              | 20 de setembre de 2001 | Socorro              | LINEAR                   |
| 237641 | 2001 SE93              | 20 de setembre de 2001 | Socorro              | LINEAR                   |
| 237642 | 2001 SV94              | 20 de setembre de 2001 | Socorro              | LINEAR                   |
| 237643 | 2001 SP98              | 20 de setembre de 2001 | Socorro              | LINEAR                   |
| 237644 | 2001 SC103             | 20 de setembre de 2001 | Socorro              | LINEAR                   |
| 237645 | 2001 SR130             | 16 de setembre de 2001 | Socorro              | LINEAR                   |
| 237646 | 2001 SR140             | 16 de setembre de 2001 | Socorro              | LINEAR                   |
| 237647 | 2001 SK145             | 16 de setembre de 2001 | Socorro              | LINEAR                   |
| 237648 | 2001 SZ148             | 17 de setembre de 2001 | Socorro              | LINEAR                   |
| 237649 | 2001 SQ157             | 17 de setembre de 2001 | Socorro              | LINEAR                   |
| 237650 | 2001 SS157             | 17 de setembre de 2001 | Socorro              | LINEAR                   |
| 237651 | 2001 SY163             | 17 de setembre de 2001 | Socorro              | LINEAR                   |
| 237652 | 2001 SE164             | 17 de setembre de 2001 | Socorro              | LINEAR                   |
| 237653 | 2001 SS167             | 19 de setembre de 2001 | Socorro              | LINEAR                   |
| 237654 | 2001 SE169             | 19 de setembre de 2001 | Socorro              | LINEAR                   |
| 237655 | 2001 SC172             | 16 de setembre de 2001 | Socorro              | LINEAR                   |
| 237656 | 2001 SV185             | 19 de setembre de 2001 | Socorro              | LINEAR                   |
| 237657 | 2001 SS193             | 19 de setembre de 2001 | Socorro              | LINEAR                   |
| 237658 | 2001 SM196             | 19 de setembre de 2001 | Socorro              | LINEAR                   |
| 237659 | 2001 SB203             | 19 de setembre de 2001 | Socorro              | LINEAR                   |
| 237660 | 2001 SH203             | 19 de setembre de 2001 | Socorro              | LINEAR                   |
| 237661 | 2001 SJ215             | 19 de setembre de 2001 | Socorro              | LINEAR                   |
| 237662 | 2001 SA218             | 19 de setembre de 2001 | Socorro              | LINEAR                   |
| 237663 | 2001 SH223             | 19 de setembre de 2001 | Socorro              | LINEAR                   |
| 237664 | 2001 SM227             | 19 de setembre de 2001 | Socorro              | LINEAR                   |
| 237665 | 2001 SV230             | 19 de setembre de 2001 | Socorro              | LINEAR                   |
| 237666 | 2001 SV241             | 19 de setembre de 2001 | Socorro              | LINEAR                   |
| 237667 | 2001 SU252             | 19 de setembre de 2001 | Socorro              | LINEAR                   |
| 237668 | 2001 SH260             | 20 de setembre de 2001 | Socorro              | LINEAR                   |
| 237669 | 2001 SJ279             | 21 de setembre de 2001 | Anderson Mesa        | LONEOS                   |
| 237670 | 2001 SP282             | 21 de setembre de 2001 | Socorro              | LINEAR                   |
| 237671 | 2001 SS285             | 22 de setembre de 2001 | Kitt Peak            | Spacewatch               |
| 237672 | 2001 SB327             | 18 de setembre de 2001 | Kitt Peak            | Spacewatch               |
| 237673 | 2001 SY348             | 28 de setembre de 2001 | Palomar              | NEAT                     |
| 237674 | 2001 SV349             | 19 de setembre de 2001 | Socorro              | LINEAR                   |
| 237675 | 2001 TH1               | 10 d'octubre de 2001   | Kitt Peak            | Spacewatch               |
| 237676 | 2001 TJ10              | 13 d'octubre de 2001   | Socorro              | LINEAR                   |
| 237677 | 2001 TD57              | 13 d'octubre de 2001   | Socorro              | LINEAR                   |
| 237678 | 2001 TV61              | 13 d'octubre de 2001   | Socorro              | LINEAR                   |
| 237679 | 2001 TV75              | 13 d'octubre de 2001   | Socorro              | LINEAR                   |
| 237680 | 2001 TK97              | 14 d'octubre de 2001   | Socorro              | LINEAR                   |
| 237681 | 2001 TS108             | 14 d'octubre de 2001   | Socorro              | LINEAR                   |
| 237682 | 2001 TE110             | 14 d'octubre de 2001   | Socorro              | LINEAR                   |
| 237683 | 2001 TY122             | 15 d'octubre de 2001   | Socorro              | LINEAR                   |
| 237684 | 2001 TT134             | 13 d'octubre de 2001   | Palomar              | NEAT                     |
| 237685 | 2001 TE157             | 14 d'octubre de 2001   | Kitt Peak            | Spacewatch               |
| 237686 | 2001 TD159             | 11 d'octubre de 2001   | Palomar              | NEAT                     |
| 237687 | 2001 TX163             | 11 d'octubre de 2001   | Palomar              | NEAT                     |
| 237688 | 2001 TQ174             | 15 d'octubre de 2001   | Socorro              | LINEAR                   |
| 237689 | 2001 TR175             | 14 d'octubre de 2001   | Socorro              | LINEAR                   |
| 237690 | 2001 TW195             | 15 d'octubre de 2001   | Palomar              | NEAT                     |
| 237691 | 2001 TG202             | 11 d'octubre de 2001   | Socorro              | LINEAR                   |
| 237692 | 2001 TY248             | 14 d'octubre de 2001   | Apache Point         | Sloan Digital Sky Survey |
| 237693 | 2001 TB253             | 14 d'octubre de 2001   | Apache Point         | Sloan Digital Sky Survey |
| 237694 | 2001 TB255             | 14 d'octubre de 2001   | Apache Point         | Sloan Digital Sky Survey |
| 237695 | 2001 UJ32              | 16 d'octubre de 2001   | Socorro              | LINEAR                   |
| 237696 | 2001 UM37              | 17 d'octubre de 2001   | Socorro              | LINEAR                   |
| 237697 | 2001 UQ47              | 17 d'octubre de 2001   | Socorro              | LINEAR                   |
| 237698 | 2001 UL60              | 17 d'octubre de 2001   | Socorro              | LINEAR                   |
| 237699 | 2001 UX62              | 17 d'octubre de 2001   | Socorro              | LINEAR                   |
| 237700 | 2001 UG67              | 20 d'octubre de 2001   | Socorro              | LINEAR                   |

## 237701-237800
| Nom    | Designació provisional | Data de descobriment   | Lloc de descobriment | Descobridor/s            |
| ------ | ---------------------- | ---------------------- | -------------------- | ------------------------ |
| 237701 | 2001 UM74              | 17 d'octubre de 2001   | Socorro              | LINEAR                   |
| 237702 | 2001 UJ80              | 20 d'octubre de 2001   | Socorro              | LINEAR                   |
| 237703 | 2001 UJ82              | 20 d'octubre de 2001   | Socorro              | LINEAR                   |
| 237704 | 2001 UC85              | 16 d'octubre de 2001   | Kitt Peak            | Spacewatch               |
| 237705 | 2001 UF97              | 17 d'octubre de 2001   | Socorro              | LINEAR                   |
| 237706 | 2001 UF111             | 21 d'octubre de 2001   | Socorro              | LINEAR                   |
| 237707 | 2001 UT136             | 23 d'octubre de 2001   | Socorro              | LINEAR                   |
| 237708 | 2001 UB153             | 23 d'octubre de 2001   | Socorro              | LINEAR                   |
| 237709 | 2001 UN161             | 23 d'octubre de 2001   | Socorro              | LINEAR                   |
| 237710 | 2001 UW184             | 16 d'octubre de 2001   | Palomar              | NEAT                     |
| 237711 | 2001 UB196             | 18 d'octubre de 2001   | Palomar              | NEAT                     |
| 237712 | 2001 UT200             | 19 d'octubre de 2001   | Palomar              | NEAT                     |
| 237713 | 2001 UB203             | 19 d'octubre de 2001   | Haleakala            | NEAT                     |
| 237714 | 2001 UG212             | 21 d'octubre de 2001   | Socorro              | LINEAR                   |
| 237715 | 2001 UW213             | 23 d'octubre de 2001   | Socorro              | LINEAR                   |
| 237716 | 2001 UX228             | 16 d'octubre de 2001   | Palomar              | NEAT                     |
| 237717 | 2001 VB59              | 10 de novembre de 2001 | Socorro              | LINEAR                   |
| 237718 | 2001 VH82              | 10 de novembre de 2001 | Socorro              | LINEAR                   |
| 237719 | 2001 VX129             | 11 de novembre de 2001 | Apache Point         | Sloan Digital Sky Survey |
| 237720 | 2001 VH133             | 11 de novembre de 2001 | Apache Point         | Sloan Digital Sky Survey |
| 237721 | 2001 WL3               | 16 de novembre de 2001 | Kitt Peak            | Spacewatch               |
| 237722 | 2001 WF7               | 17 de novembre de 2001 | Socorro              | LINEAR                   |
| 237723 | 2001 WF9               | 17 de novembre de 2001 | Socorro              | LINEAR                   |
| 237724 | 2001 WH19              | 17 de novembre de 2001 | Socorro              | LINEAR                   |
| 237725 | 2001 WH26              | 17 de novembre de 2001 | Socorro              | LINEAR                   |
| 237726 | 2001 WT26              | 17 de novembre de 2001 | Socorro              | LINEAR                   |
| 237727 | 2001 WO56              | 19 de novembre de 2001 | Socorro              | LINEAR                   |
| 237728 | 2001 WJ64              | 19 de novembre de 2001 | Socorro              | LINEAR                   |
| 237729 | 2001 WB71              | 20 de novembre de 2001 | Socorro              | LINEAR                   |
| 237730 | 2001 WP71              | 20 de novembre de 2001 | Socorro              | LINEAR                   |
| 237731 | 2001 WW80              | 20 de novembre de 2001 | Socorro              | LINEAR                   |
| 237732 | 2001 WC93              | 21 de novembre de 2001 | Socorro              | LINEAR                   |
| 237733 | 2001 WP103             | 17 de novembre de 2001 | Socorro              | LINEAR                   |
| 237734 | 2001 XV25              | 10 de desembre de 2001 | Socorro              | LINEAR                   |
| 237735 | 2001 XJ31              | 11 de desembre de 2001 | Socorro              | LINEAR                   |
| 237736 | 2001 XA34              | 8 de desembre de 2001  | Socorro              | LINEAR                   |
| 237737 | 2001 XB53              | 10 de desembre de 2001 | Socorro              | LINEAR                   |
| 237738 | 2001 XN74              | 11 de desembre de 2001 | Socorro              | LINEAR                   |
| 237739 | 2001 XE75              | 11 de desembre de 2001 | Socorro              | LINEAR                   |
| 237740 | 2001 XS112             | 11 de desembre de 2001 | Socorro              | LINEAR                   |
| 237741 | 2001 XU121             | 14 de desembre de 2001 | Socorro              | LINEAR                   |
| 237742 | 2001 XH122             | 14 de desembre de 2001 | Socorro              | LINEAR                   |
| 237743 | 2001 XV125             | 14 de desembre de 2001 | Socorro              | LINEAR                   |
| 237744 | 2001 XM128             | 14 de desembre de 2001 | Socorro              | LINEAR                   |
| 237745 | 2001 XD151             | 14 de desembre de 2001 | Socorro              | LINEAR                   |
| 237746 | 2001 XC158             | 14 de desembre de 2001 | Socorro              | LINEAR                   |
| 237747 | 2001 XO179             | 14 de desembre de 2001 | Socorro              | LINEAR                   |
| 237748 | 2001 XT234             | 15 de desembre de 2001 | Socorro              | LINEAR                   |
| 237749 | 2001 XU245             | 15 de desembre de 2001 | Socorro              | LINEAR                   |
| 237750 | 2001 XP246             | 15 de desembre de 2001 | Socorro              | LINEAR                   |
| 237751 | 2001 XR248             | 14 de desembre de 2001 | Kitt Peak            | Spacewatch               |
| 237752 | 2001 XB249             | 14 de desembre de 2001 | Kitt Peak            | Spacewatch               |
| 237753 | 2001 XL251             | 14 de desembre de 2001 | Socorro              | LINEAR                   |
| 237754 | 2001 YE19              | 17 de desembre de 2001 | Socorro              | LINEAR                   |
| 237755 | 2001 YN61              | 18 de desembre de 2001 | Socorro              | LINEAR                   |
| 237756 | 2001 YH84              | 18 de desembre de 2001 | Socorro              | LINEAR                   |
| 237757 | 2001 YV127             | 17 de desembre de 2001 | Socorro              | LINEAR                   |
| 237758 | 2001 YH130             | 17 de desembre de 2001 | Socorro              | LINEAR                   |
| 237759 | 2001 YF132             | 19 de desembre de 2001 | Socorro              | LINEAR                   |
| 237760 | 2001 YU136             | 22 de desembre de 2001 | Socorro              | LINEAR                   |
| 237761 | 2001 YN148             | 18 de desembre de 2001 | Socorro              | LINEAR                   |
| 237762 | 2002 AP2               | 5 de gener de 2002     | Socorro              | LINEAR                   |
| 237763 | 2002 AL13              | 11 de gener de 2002    | Desert Eagle         | W. K. Y. Yeung           |
| 237764 | 2002 AZ20              | 9 de gener de 2002     | Haleakala            | NEAT                     |
| 237765 | 2002 AV27              | 7 de gener de 2002     | Anderson Mesa        | LONEOS                   |
| 237766 | 2002 AT32              | 8 de gener de 2002     | Palomar              | NEAT                     |
| 237767 | 2002 AZ47              | 9 de gener de 2002     | Socorro              | LINEAR                   |
| 237768 | 2002 AE59              | 9 de gener de 2002     | Socorro              | LINEAR                   |
| 237769 | 2002 AJ74              | 8 de gener de 2002     | Socorro              | LINEAR                   |
| 237770 | 2002 AV75              | 8 de gener de 2002     | Socorro              | LINEAR                   |
| 237771 | 2002 AT77              | 8 de gener de 2002     | Socorro              | LINEAR                   |
| 237772 | 2002 AM85              | 9 de gener de 2002     | Socorro              | LINEAR                   |
| 237773 | 2002 AW93              | 8 de gener de 2002     | Socorro              | LINEAR                   |
| 237774 | 2002 AD97              | 8 de gener de 2002     | Socorro              | LINEAR                   |
| 237775 | 2002 AO100             | 8 de gener de 2002     | Socorro              | LINEAR                   |
| 237776 | 2002 AQ103             | 9 de gener de 2002     | Socorro              | LINEAR                   |
| 237777 | 2002 AH114             | 9 de gener de 2002     | Socorro              | LINEAR                   |
| 237778 | 2002 AJ114             | 9 de gener de 2002     | Socorro              | LINEAR                   |
| 237779 | 2002 AX115             | 9 de gener de 2002     | Socorro              | LINEAR                   |
| 237780 | 2002 AX121             | 9 de gener de 2002     | Socorro              | LINEAR                   |
| 237781 | 2002 AB128             | 13 de gener de 2002    | Socorro              | LINEAR                   |
| 237782 | 2002 AR134             | 9 de gener de 2002     | Socorro              | LINEAR                   |
| 237783 | 2002 AN152             | 14 de gener de 2002    | Socorro              | LINEAR                   |
| 237784 | 2002 AP172             | 14 de gener de 2002    | Socorro              | LINEAR                   |
| 237785 | 2002 AX176             | 14 de gener de 2002    | Socorro              | LINEAR                   |
| 237786 | 2002 AV182             | 5 de gener de 2002     | Anderson Mesa        | LONEOS                   |
| 237787 | 2002 AN184             | 7 de gener de 2002     | Anderson Mesa        | LONEOS                   |
| 237788 | 2002 AX201             | 8 de gener de 2002     | Socorro              | LINEAR                   |
| 237789 | 2002 BL1               | 19 de gener de 2002    | Desert Eagle         | W. K. Y. Yeung           |
| 237790 | 2002 BO11              | 19 de gener de 2002    | Socorro              | LINEAR                   |
| 237791 | 2002 BO12              | 20 de gener de 2002    | Kitt Peak            | Spacewatch               |
| 237792 | 2002 BV12              | 21 de gener de 2002    | Kitt Peak            | Spacewatch               |
| 237793 | 2002 BL13              | 18 de gener de 2002    | Socorro              | LINEAR                   |
| 237794 | 2002 BT13              | 19 de gener de 2002    | Socorro              | LINEAR                   |
| 237795 | 2002 BV17              | 21 de gener de 2002    | Socorro              | LINEAR                   |
| 237796 | 2002 BU20              | 21 de gener de 2002    | Eskridge             | G. Hug                   |
| 237797 | 2002 BT21              | 26 de gener de 2002    | Socorro              | LINEAR                   |
| 237798 | 2002 BJ27              | 19 de gener de 2002    | Socorro              | LINEAR                   |
| 237799 | 2002 CA3               | 3 de febrer de 2002    | Palomar              | NEAT                     |
| 237800 | 2002 CS9               | 6 de febrer de 2002    | Socorro              | LINEAR                   |

## 237801-237900
| Nom          | Designació provisional | Data de descobriment | Lloc de descobriment | Descobridor/s             |
| ------------ | ---------------------- | -------------------- | -------------------- | ------------------------- |
| 237801       | 2002 CX9               | 6 de febrer de 2002  | Socorro              | LINEAR                    |
| 237802       | 2002 CZ10              | 6 de febrer de 2002  | Socorro              | LINEAR                    |
| 237803       | 2002 CB20              | 4 de febrer de 2002  | Palomar              | NEAT                      |
| 237804       | 2002 CP24              | 6 de febrer de 2002  | Haleakala            | NEAT                      |
| 237805       | 2002 CF26              | 10 de febrer de 2002 | Socorro              | LINEAR                    |
| 237806       | 2002 CM44              | 10 de febrer de 2002 | Socorro              | LINEAR                    |
| 237807       | 2002 CK54              | 7 de febrer de 2002  | Socorro              | LINEAR                    |
| 237808       | 2002 CM69              | 7 de febrer de 2002  | Socorro              | LINEAR                    |
| 237809       | 2002 CG72              | 7 de febrer de 2002  | Socorro              | LINEAR                    |
| 237810       | 2002 CT77              | 7 de febrer de 2002  | Socorro              | LINEAR                    |
| 237811       | 2002 CM78              | 7 de febrer de 2002  | Socorro              | LINEAR                    |
| 237812       | 2002 CT80              | 7 de febrer de 2002  | Socorro              | LINEAR                    |
| 237813       | 2002 CP84              | 7 de febrer de 2002  | Socorro              | LINEAR                    |
| 237814       | 2002 CL97              | 7 de febrer de 2002  | Socorro              | LINEAR                    |
| 237815       | 2002 CG111             | 7 de febrer de 2002  | Socorro              | LINEAR                    |
| 237816       | 2002 CE124             | 7 de febrer de 2002  | Socorro              | LINEAR                    |
| 237817       | 2002 CO127             | 7 de febrer de 2002  | Socorro              | LINEAR                    |
| 237818       | 2002 CT139             | 8 de febrer de 2002  | Socorro              | LINEAR                    |
| 237819       | 2002 CV156             | 7 de febrer de 2002  | Socorro              | LINEAR                    |
| 237820       | 2002 CY156             | 7 de febrer de 2002  | Socorro              | LINEAR                    |
| 237821       | 2002 CU160             | 8 de febrer de 2002  | Socorro              | LINEAR                    |
| 237822       | 2002 CQ181             | 10 de febrer de 2002 | Socorro              | LINEAR                    |
| 237823       | 2002 CU181             | 10 de febrer de 2002 | Socorro              | LINEAR                    |
| 237824       | 2002 CC183             | 10 de febrer de 2002 | Socorro              | LINEAR                    |
| 237825       | 2002 CA185             | 10 de febrer de 2002 | Socorro              | LINEAR                    |
| 237826       | 2002 CX203             | 10 de febrer de 2002 | Socorro              | LINEAR                    |
| 237827       | 2002 CW204             | 10 de febrer de 2002 | Socorro              | LINEAR                    |
| 237828       | 2002 CC208             | 10 de febrer de 2002 | Socorro              | LINEAR                    |
| 237829       | 2002 CW232             | 10 de febrer de 2002 | Socorro              | LINEAR                    |
| 237830       | 2002 CZ258             | 6 de febrer de 2002  | Anderson Mesa        | LONEOS                    |
| 237831       | 2002 CG292             | 11 de febrer de 2002 | Socorro              | LINEAR                    |
| 237832       | 2002 CN307             | 8 de febrer de 2002  | Socorro              | LINEAR                    |
| 237833       | 2002 CZ314             | 6 de febrer de 2002  | Palomar              | NEAT                      |
| 237834       | 2002 DT3               | 22 de febrer de 2002 | Socorro              | LINEAR                    |
| 237835       | 2002 DA20              | 21 de febrer de 2002 | Anderson Mesa        | LONEOS                    |
| 237836       | 2002 ED6               | 10 de març de 2002   | Nashville            | R. Clingan                |
| 237837       | 2002 EM69              | 13 de març de 2002   | Socorro              | LINEAR                    |
| 237838       | 2002 EV71              | 13 de març de 2002   | Socorro              | LINEAR                    |
| 237839       | 2002 EA100             | 5 de març de 2002    | Anderson Mesa        | LONEOS                    |
| 237840       | 2002 EG127             | 12 de març de 2002   | Palomar              | NEAT                      |
| 237841       | 2002 EU139             | 12 de març de 2002   | Palomar              | NEAT                      |
| 237842       | 2002 EG151             | 15 de març de 2002   | Palomar              | NEAT                      |
| 237843       | 2002 EF163             | 5 de març de 2002    | Palomar              | NEAT                      |
| 237844       | 2002 FB5               | 20 de març de 2002   | Socorro              | LINEAR                    |
| 237845 Neris | 2002 FJ5               | 16 de març de 2002   | Moletai              | K. Cernis, J. Zdanavicius |
| 237846       | 2002 FR25              | 19 de març de 2002   | Palomar              | NEAT                      |
| 237847       | 2002 FE32              | 20 de març de 2002   | Anderson Mesa        | LONEOS                    |
| 237848       | 2002 GW9               | 14 d'abril de 2002   | Socorro              | LINEAR                    |
| 237849       | 2002 GS41              | 4 d'abril de 2002    | Palomar              | NEAT                      |
| 237850       | 2002 GC61              | 8 d'abril de 2002    | Palomar              | NEAT                      |
| 237851       | 2002 GQ71              | 9 d'abril de 2002    | Anderson Mesa        | LONEOS                    |
| 237852       | 2002 GH73              | 9 d'abril de 2002    | Anderson Mesa        | LONEOS                    |
| 237853       | 2002 GG78              | 9 d'abril de 2002    | Socorro              | LINEAR                    |
| 237854       | 2002 GV105             | 11 d'abril de 2002   | Anderson Mesa        | LONEOS                    |
| 237855       | 2002 GQ116             | 11 d'abril de 2002   | Socorro              | LINEAR                    |
| 237856       | 2002 GV116             | 11 d'abril de 2002   | Socorro              | LINEAR                    |
| 237857       | 2002 GJ126             | 12 d'abril de 2002   | Palomar              | NEAT                      |
| 237858       | 2002 GB129             | 12 d'abril de 2002   | Socorro              | LINEAR                    |
| 237859       | 2002 GA130             | 12 d'abril de 2002   | Socorro              | LINEAR                    |
| 237860       | 2002 GR131             | 12 d'abril de 2002   | Socorro              | LINEAR                    |
| 237861       | 2002 GF133             | 12 d'abril de 2002   | Socorro              | LINEAR                    |
| 237862       | 2002 GB137             | 12 d'abril de 2002   | Socorro              | LINEAR                    |
| 237863       | 2002 GO151             | 14 d'abril de 2002   | Palomar              | NEAT                      |
| 237864       | 2002 HF4               | 16 d'abril de 2002   | Socorro              | LINEAR                    |
| 237865       | 2002 HQ4               | 16 d'abril de 2002   | Socorro              | LINEAR                    |
| 237866       | 2002 JC6               | 5 de maig de 2002    | Palomar              | NEAT                      |
| 237867       | 2002 JT9               | 6 de maig de 2002    | Socorro              | LINEAR                    |
| 237868       | 2002 JC13              | 8 de maig de 2002    | Desert Eagle         | W. K. Y. Yeung            |
| 237869       | 2002 JK44              | 9 de maig de 2002    | Socorro              | LINEAR                    |
| 237870       | 2002 JO60              | 9 de maig de 2002    | Palomar              | NEAT                      |
| 237871       | 2002 JU94              | 11 de maig de 2002   | Socorro              | LINEAR                    |
| 237872       | 2002 JE103             | 9 de maig de 2002    | Socorro              | LINEAR                    |
| 237873       | 2002 JC106             | 13 de maig de 2002   | Socorro              | LINEAR                    |
| 237874       | 2002 JM106             | 11 de maig de 2002   | Palomar              | NEAT                      |
| 237875       | 2002 JK116             | 1 de maig de 2002    | Palomar              | NEAT                      |
| 237876       | 2002 JE120             | 5 de maig de 2002    | Palomar              | NEAT                      |
| 237877       | 2002 JZ134             | 9 de maig de 2002    | Palomar              | NEAT                      |
| 237878       | 2002 JC145             | 13 de maig de 2002   | Palomar              | NEAT                      |
| 237879       | 2002 KF9               | 29 de maig de 2002   | Haleakala            | NEAT                      |
| 237880       | 2002 KS9               | 17 de maig de 2002   | Socorro              | LINEAR                    |
| 237881       | 2002 LN3               | 3 de juny de 2002    | Socorro              | LINEAR                    |
| 237882       | 2002 LZ9               | 5 de juny de 2002    | Socorro              | LINEAR                    |
| 237883       | 2002 LQ12              | 5 de juny de 2002    | Socorro              | LINEAR                    |
| 237884       | 2002 LY21              | 8 de juny de 2002    | Socorro              | LINEAR                    |
| 237885       | 2002 LE24              | 9 de juny de 2002    | Desert Eagle         | W. K. Y. Yeung            |
| 237886       | 2002 LJ29              | 9 de juny de 2002    | Socorro              | LINEAR                    |
| 237887       | 2002 LE45              | 5 de juny de 2002    | Palomar              | NEAT                      |
| 237888       | 2002 LY46              | 15 de juny de 2002   | Palomar              | NEAT                      |
| 237889       | 2002 LK53              | 8 de juny de 2002    | Socorro              | LINEAR                    |
| 237890       | 2002 LJ60              | 12 de juny de 2002   | Socorro              | LINEAR                    |
| 237891       | 2002 LN62              | 12 de juny de 2002   | Palomar              | NEAT                      |
| 237892       | 2002 NG10              | 4 de juliol de 2002  | Palomar              | NEAT                      |
| 237893       | 2002 NL32              | 13 de juliol de 2002 | Socorro              | LINEAR                    |
| 237894       | 2002 NP39              | 14 de juliol de 2002 | Socorro              | LINEAR                    |
| 237895       | 2002 NP45              | 13 de juliol de 2002 | Palomar              | NEAT                      |
| 237896       | 2002 NR48              | 14 de juliol de 2002 | Socorro              | LINEAR                    |
| 237897       | 2002 NJ57              | 4 de juliol de 2002  | Palomar              | S. F. Hoenig              |
| 237898       | 2002 NW64              | 2 de juliol de 2002  | Palomar              | NEAT                      |
| 237899       | 2002 NL67              | 14 de juliol de 2002 | Palomar              | NEAT                      |
| 237900       | 2002 NT68              | 12 de juliol de 2002 | Palomar              | NEAT                      |

## 237901-238000
| Nom    | Designació provisional | Data de descobriment   | Lloc de descobriment | Descobridor/s |
| ------ | ---------------------- | ---------------------- | -------------------- | ------------- |
| 237901 | 2002 OU5               | 20 de juliol de 2002   | Palomar              | NEAT          |
| 237902 | 2002 OY11              | 18 de juliol de 2002   | Socorro              | LINEAR        |
| 237903 | 2002 OG16              | 18 de juliol de 2002   | Socorro              | LINEAR        |
| 237904 | 2002 PU17              | 6 d'agost de 2002      | Palomar              | NEAT          |
| 237905 | 2002 PA38              | 5 d'agost de 2002      | Palomar              | NEAT          |
| 237906 | 2002 PL43              | 11 d'agost de 2002     | Socorro              | LINEAR        |
| 237907 | 2002 PO52              | 8 d'agost de 2002      | Palomar              | NEAT          |
| 237908 | 2002 PO54              | 5 d'agost de 2002      | Socorro              | LINEAR        |
| 237909 | 2002 PC58              | 9 d'agost de 2002      | Socorro              | LINEAR        |
| 237910 | 2002 PM61              | 11 d'agost de 2002     | Socorro              | LINEAR        |
| 237911 | 2002 PT69              | 11 d'agost de 2002     | Socorro              | LINEAR        |
| 237912 | 2002 PU77              | 11 d'agost de 2002     | Haleakala            | NEAT          |
| 237913 | 2002 PC89              | 11 d'agost de 2002     | Socorro              | LINEAR        |
| 237914 | 2002 PR104             | 12 d'agost de 2002     | Socorro              | LINEAR        |
| 237915 | 2002 PH106             | 12 d'agost de 2002     | Socorro              | LINEAR        |
| 237916 | 2002 PU115             | 13 d'agost de 2002     | Socorro              | LINEAR        |
| 237917 | 2002 PO120             | 13 d'agost de 2002     | Anderson Mesa        | LONEOS        |
| 237918 | 2002 PK124             | 13 d'agost de 2002     | Anderson Mesa        | LONEOS        |
| 237919 | 2002 PP166             | 14 d'agost de 2002     | Palomar              | NEAT          |
| 237920 | 2002 PU171             | 8 d'agost de 2002      | Palomar              | NEAT          |
| 237921 | 2002 PF173             | 8 d'agost de 2002      | Palomar              | NEAT          |
| 237922 | 2002 PS174             | 15 d'agost de 2002     | Palomar              | NEAT          |
| 237923 | 2002 PA175             | 11 d'agost de 2002     | Palomar              | NEAT          |
| 237924 | 2002 PO178             | 5 d'agost de 2002      | Palomar              | NEAT          |
| 237925 | 2002 PY179             | 8 d'agost de 2002      | Palomar              | NEAT          |
| 237926 | 2002 PH183             | 11 d'agost de 2002     | Palomar              | NEAT          |
| 237927 | 2002 PG187             | 11 d'agost de 2002     | Palomar              | NEAT          |
| 237928 | 2002 PG189             | 7 d'agost de 2002      | Palomar              | NEAT          |
| 237929 | 2002 QX12              | 26 d'agost de 2002     | Palomar              | NEAT          |
| 237930 | 2002 QY13              | 26 d'agost de 2002     | Palomar              | NEAT          |
| 237931 | 2002 QD27              | 28 d'agost de 2002     | Palomar              | NEAT          |
| 237932 | 2002 QO50              | 16 d'agost de 2002     | Palomar              | A. Lowe       |
| 237933 | 2002 QN55              | 29 d'agost de 2002     | Palomar              | S. F. Hoenig  |
| 237934 | 2002 QC64              | 19 d'agost de 2002     | Palomar              | NEAT          |
| 237935 | 2002 QJ77              | 17 d'agost de 2002     | Palomar              | NEAT          |
| 237936 | 2002 QF84              | 27 d'agost de 2002     | Palomar              | NEAT          |
| 237937 | 2002 QC85              | 17 d'agost de 2002     | Palomar              | NEAT          |
| 237938 | 2002 QM92              | 29 d'agost de 2002     | Palomar              | NEAT          |
| 237939 | 2002 QG93              | 19 d'agost de 2002     | Palomar              | NEAT          |
| 237940 | 2002 QR99              | 18 d'agost de 2002     | Palomar              | NEAT          |
| 237941 | 2002 QN102             | 20 d'agost de 2002     | Palomar              | NEAT          |
| 237942 | 2002 QB116             | 18 d'agost de 2002     | Palomar              | NEAT          |
| 237943 | 2002 QM127             | 18 d'agost de 2002     | Palomar              | NEAT          |
| 237944 | 2002 RM11              | 4 de setembre de 2002  | Palomar              | NEAT          |
| 237945 | 2002 RR18              | 4 de setembre de 2002  | Anderson Mesa        | LONEOS        |
| 237946 | 2002 RM29              | 3 de setembre de 2002  | Haleakala            | NEAT          |
| 237947 | 2002 RQ31              | 4 de setembre de 2002  | Anderson Mesa        | LONEOS        |
| 237948 | 2002 RU33              | 4 de setembre de 2002  | Anderson Mesa        | LONEOS        |
| 237949 | 2002 RU36              | 5 de setembre de 2002  | Anderson Mesa        | LONEOS        |
| 237950 | 2002 RO45              | 5 de setembre de 2002  | Anderson Mesa        | LONEOS        |
| 237951 | 2002 RD46              | 5 de setembre de 2002  | Socorro              | LINEAR        |
| 237952 | 2002 RQ60              | 5 de setembre de 2002  | Anderson Mesa        | LONEOS        |
| 237953 | 2002 RS69              | 4 de setembre de 2002  | Anderson Mesa        | LONEOS        |
| 237954 | 2002 RJ76              | 5 de setembre de 2002  | Socorro              | LINEAR        |
| 237955 | 2002 RW80              | 5 de setembre de 2002  | Socorro              | LINEAR        |
| 237956 | 2002 RF82              | 5 de setembre de 2002  | Socorro              | LINEAR        |
| 237957 | 2002 RQ89              | 5 de setembre de 2002  | Socorro              | LINEAR        |
| 237958 | 2002 RO109             | 6 de setembre de 2002  | Socorro              | LINEAR        |
| 237959 | 2002 RA111             | 6 de setembre de 2002  | Nashville            | R. Clingan    |
| 237960 | 2002 RF124             | 9 de setembre de 2002  | Haleakala            | NEAT          |
| 237961 | 2002 RM140             | 11 de setembre de 2002 | Haleakala            | NEAT          |
| 237962 | 2002 RN148             | 11 de setembre de 2002 | Palomar              | NEAT          |
| 237963 | 2002 RC158             | 11 de setembre de 2002 | Palomar              | NEAT          |
| 237964 | 2002 RT161             | 12 de setembre de 2002 | Palomar              | NEAT          |
| 237965 | 2002 RV163             | 12 de setembre de 2002 | Palomar              | NEAT          |
| 237966 | 2002 RC165             | 12 de setembre de 2002 | Palomar              | NEAT          |
| 237967 | 2002 RB174             | 13 de setembre de 2002 | Palomar              | NEAT          |
| 237968 | 2002 RF176             | 13 de setembre de 2002 | Palomar              | NEAT          |
| 237969 | 2002 RA197             | 12 de setembre de 2002 | Haleakala            | NEAT          |
| 237970 | 2002 RW207             | 14 de setembre de 2002 | Haleakala            | NEAT          |
| 237971 | 2002 RY207             | 14 de setembre de 2002 | Haleakala            | NEAT          |
| 237972 | 2002 RN218             | 14 de setembre de 2002 | Haleakala            | NEAT          |
| 237973 | 2002 RN219             | 15 de setembre de 2002 | Palomar              | NEAT          |
| 237974 | 2002 RD225             | 13 de setembre de 2002 | Palomar              | NEAT          |
| 237975 | 2002 RM227             | 14 de setembre de 2002 | Palomar              | NEAT          |
| 237976 | 2002 RX227             | 14 de setembre de 2002 | Haleakala            | NEAT          |
| 237977 | 2002 RE237             | 15 de setembre de 2002 | Palomar              | R. Matson     |
| 237978 | 2002 RG244             | 14 de setembre de 2002 | Palomar              | NEAT          |
| 237979 | 2002 RP250             | 8 de setembre de 2002  | Haleakala            | NEAT          |
| 237980 | 2002 RV257             | 14 de setembre de 2002 | Palomar              | NEAT          |
| 237981 | 2002 RG266             | 15 de setembre de 2002 | Palomar              | NEAT          |
| 237982 | 2002 RG271             | 4 de setembre de 2002  | Palomar              | NEAT          |
| 237983 | 2002 SH2               | 26 de setembre de 2002 | Palomar              | NEAT          |
| 237984 | 2002 SN16              | 27 de setembre de 2002 | Palomar              | NEAT          |
| 237985 | 2002 SC21              | 26 de setembre de 2002 | Palomar              | NEAT          |
| 237986 | 2002 SZ25              | 28 de setembre de 2002 | Haleakala            | NEAT          |
| 237987 | 2002 SY27              | 26 de setembre de 2002 | Palomar              | NEAT          |
| 237988 | 2002 SM34              | 29 de setembre de 2002 | Haleakala            | NEAT          |
| 237989 | 2002 SN46              | 29 de setembre de 2002 | Haleakala            | NEAT          |
| 237990 | 2002 SR46              | 29 de setembre de 2002 | Haleakala            | NEAT          |
| 237991 | 2002 SV51              | 17 de setembre de 2002 | Palomar              | NEAT          |
| 237992 | 2002 SB52              | 17 de setembre de 2002 | Palomar              | NEAT          |
| 237993 | 2002 SB55              | 30 de setembre de 2002 | Socorro              | LINEAR        |
| 237994 | 2002 SU65              | 16 de setembre de 2002 | Palomar              | NEAT          |
| 237995 | 2002 SX65              | 16 de setembre de 2002 | Palomar              | NEAT          |
| 237996 | 2002 SR73              | 16 de setembre de 2002 | Palomar              | NEAT          |
| 237997 | 2002 TY18              | 2 d'octubre de 2002    | Socorro              | LINEAR        |
| 237998 | 2002 TZ31              | 2 d'octubre de 2002    | Socorro              | LINEAR        |
| 237999 | 2002 TF46              | 2 d'octubre de 2002    | Haleakala            | NEAT          |
| 238000 | 2002 TD61              | 3 d'octubre de 2002    | Campo Imperatore     | CINEOS        |